# Liste des édifices en brique du gothique méridional
Cette liste recense les édifices gothiques, construits en brique, principalement dans l'ancienne région Midi-Pyrénées. Les caractéristiques du gothique méridional s’appliquent essentiellement à des édifices religieux, mais certains édifices civils construits dans la même période peuvent y être associés.

## Haute-Garonne

### Toulouse

#### Architecture religieuse
- Cathédrale Saint-Étienne (images)
- Couvent des Cordeliers (images) (vestiges)
- Ensemble conventuel des Jacobins (images)
- Église Saint-Nicolas de Toulouse
- Église Notre-Dame du Taur
- Église Notre-Dame de la Dalbade (images)

#### Architecture civile
- Hôtel Vinhas[1]
- Maison rue Croix-Baragnon no 15 (images), romano-gothique
- Maison rue Croix-Baragnon no 19 (très changée)

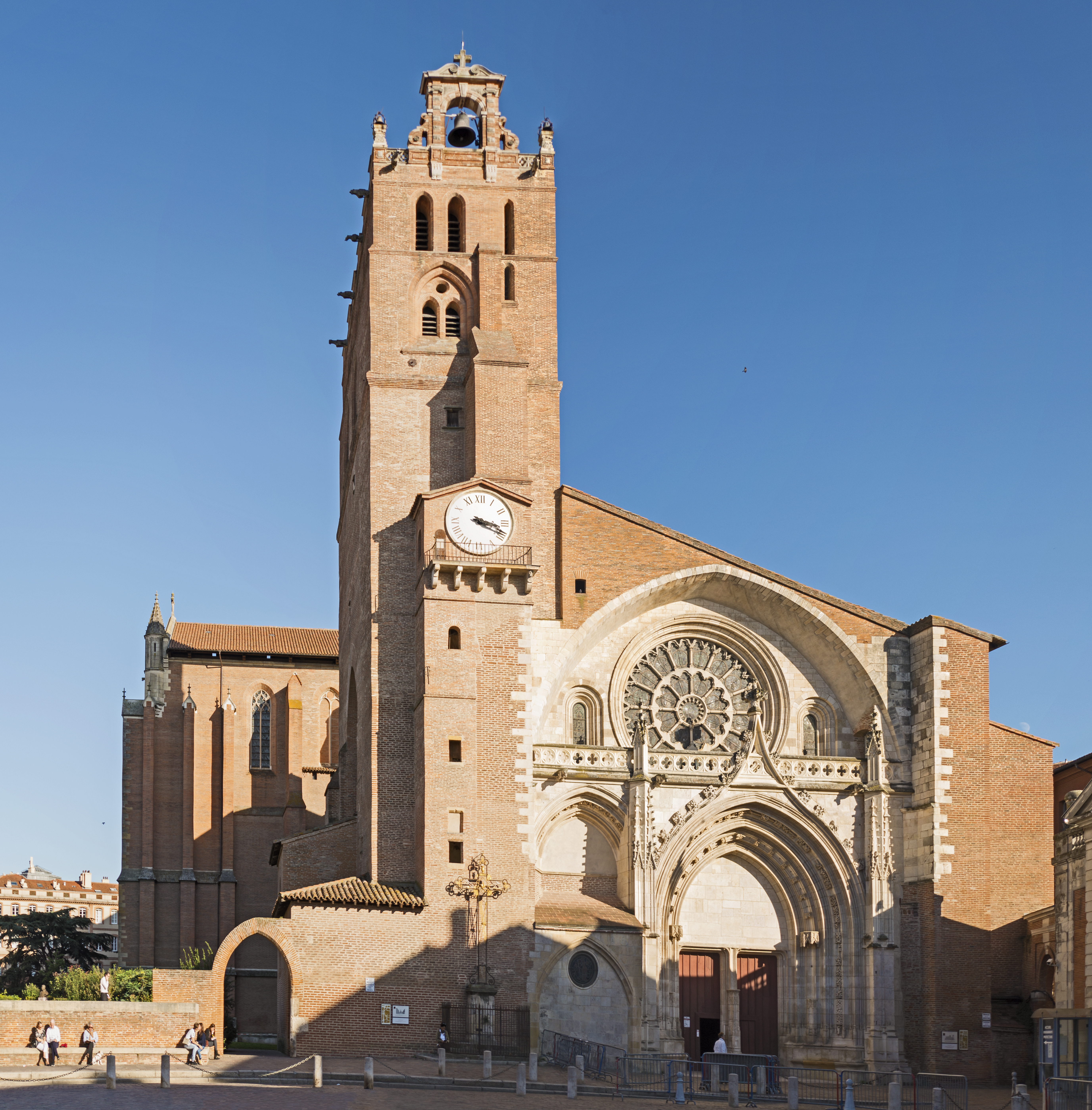
Cathédrale Saint-Etienne
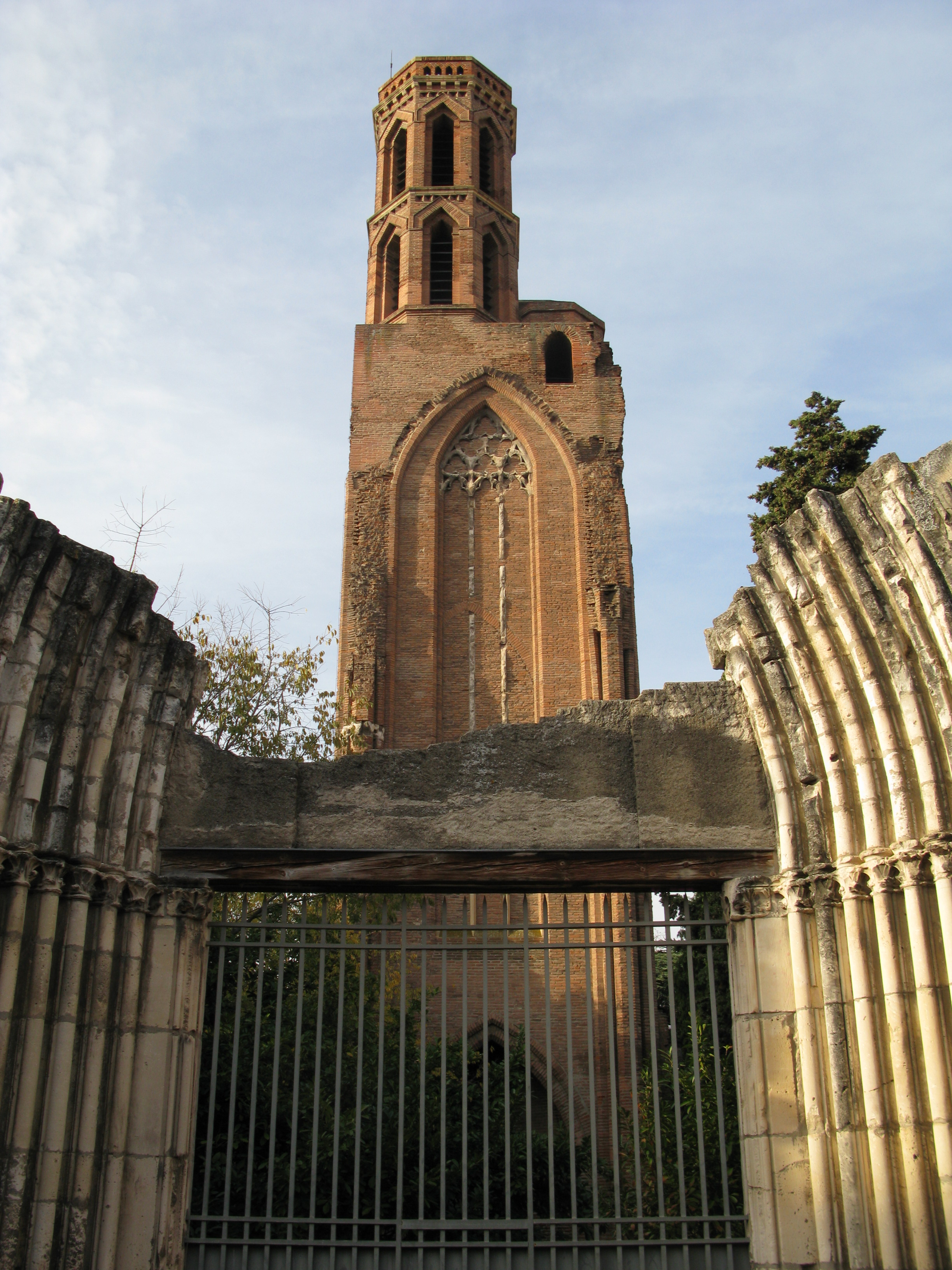
Église des Cordeliers
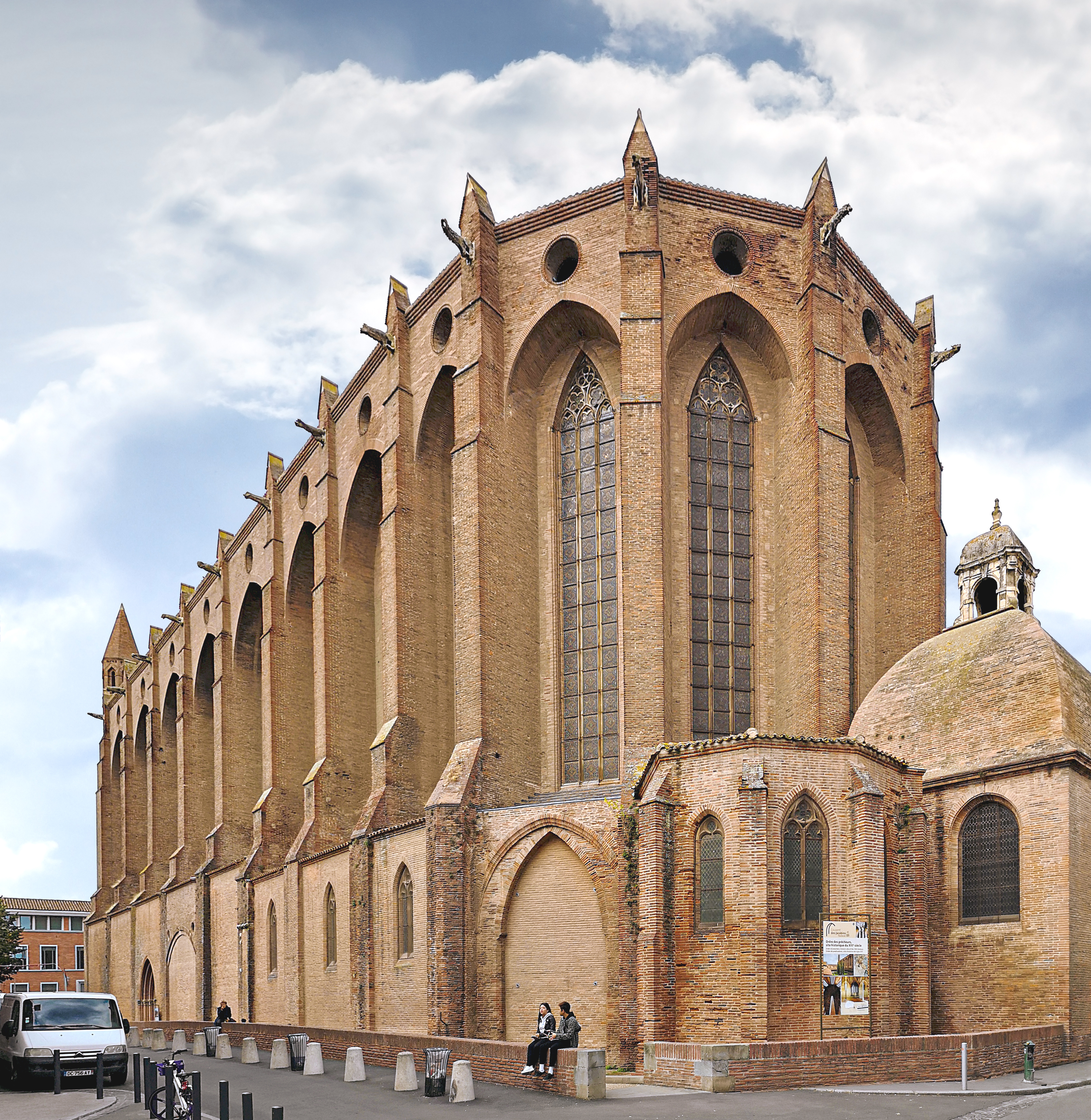
Couvent des Jacobins
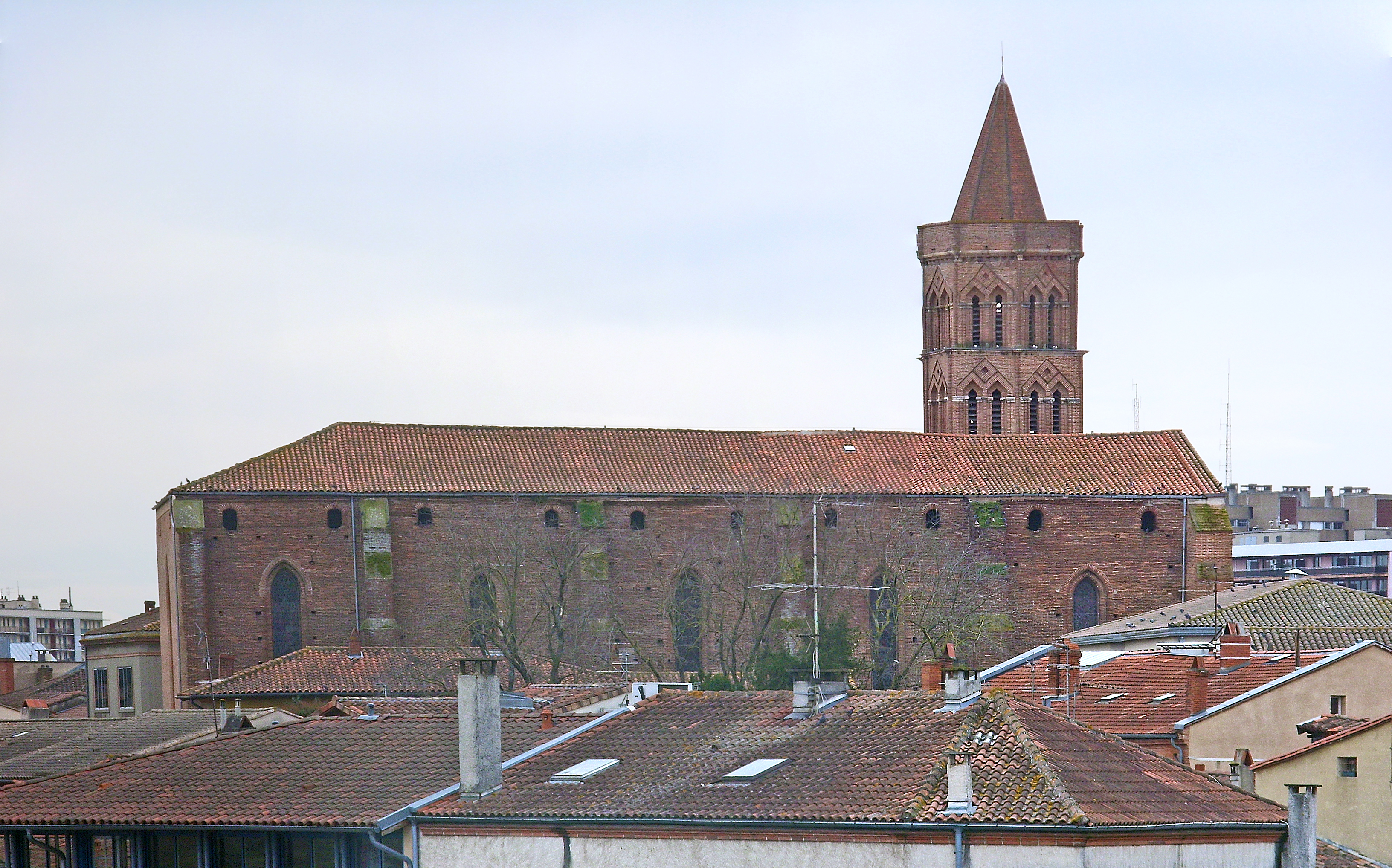
Eglise Saint-Nicolas
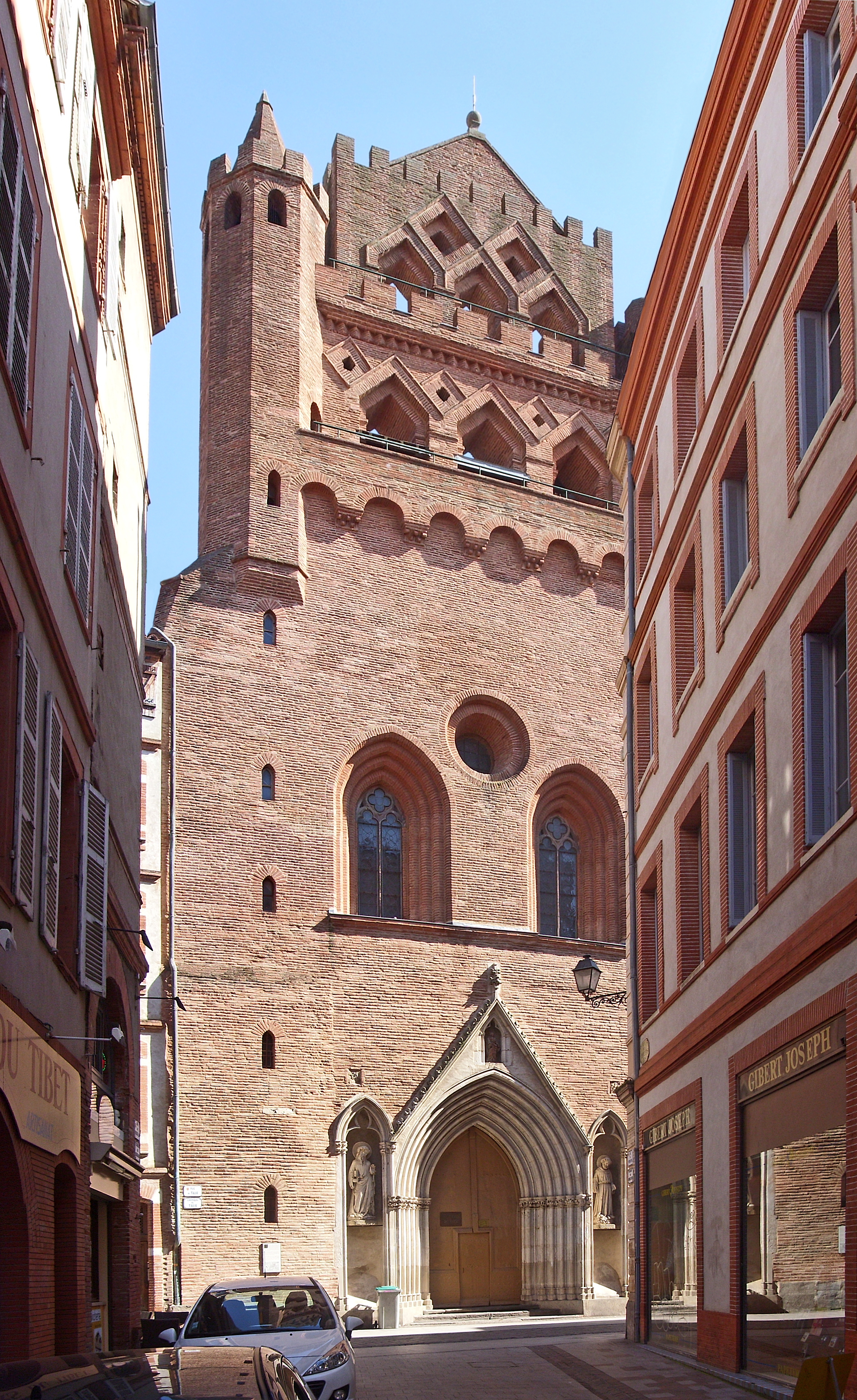
Église Notre-Dame du Taur
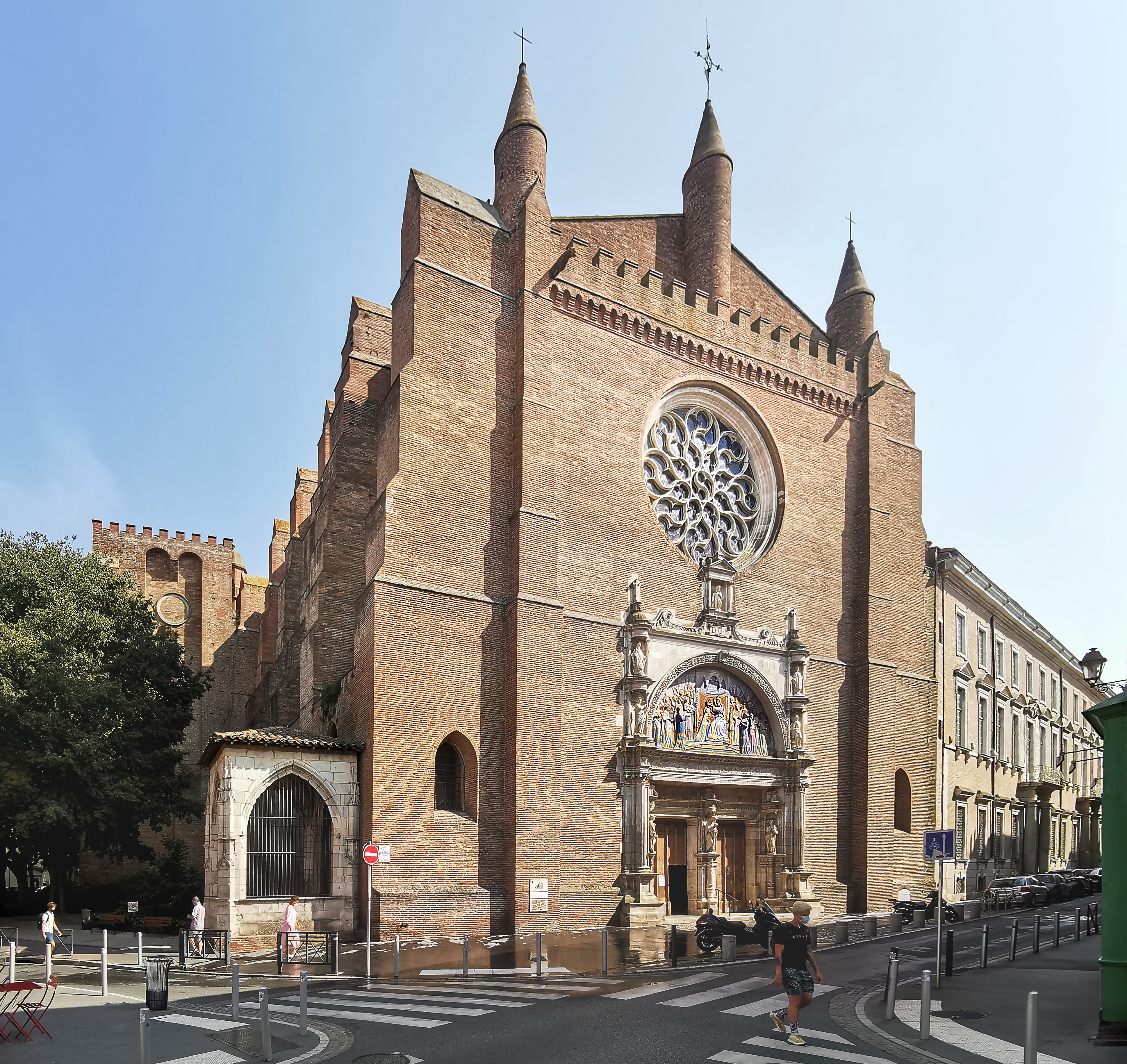
Notre-Dame de la Dalbade
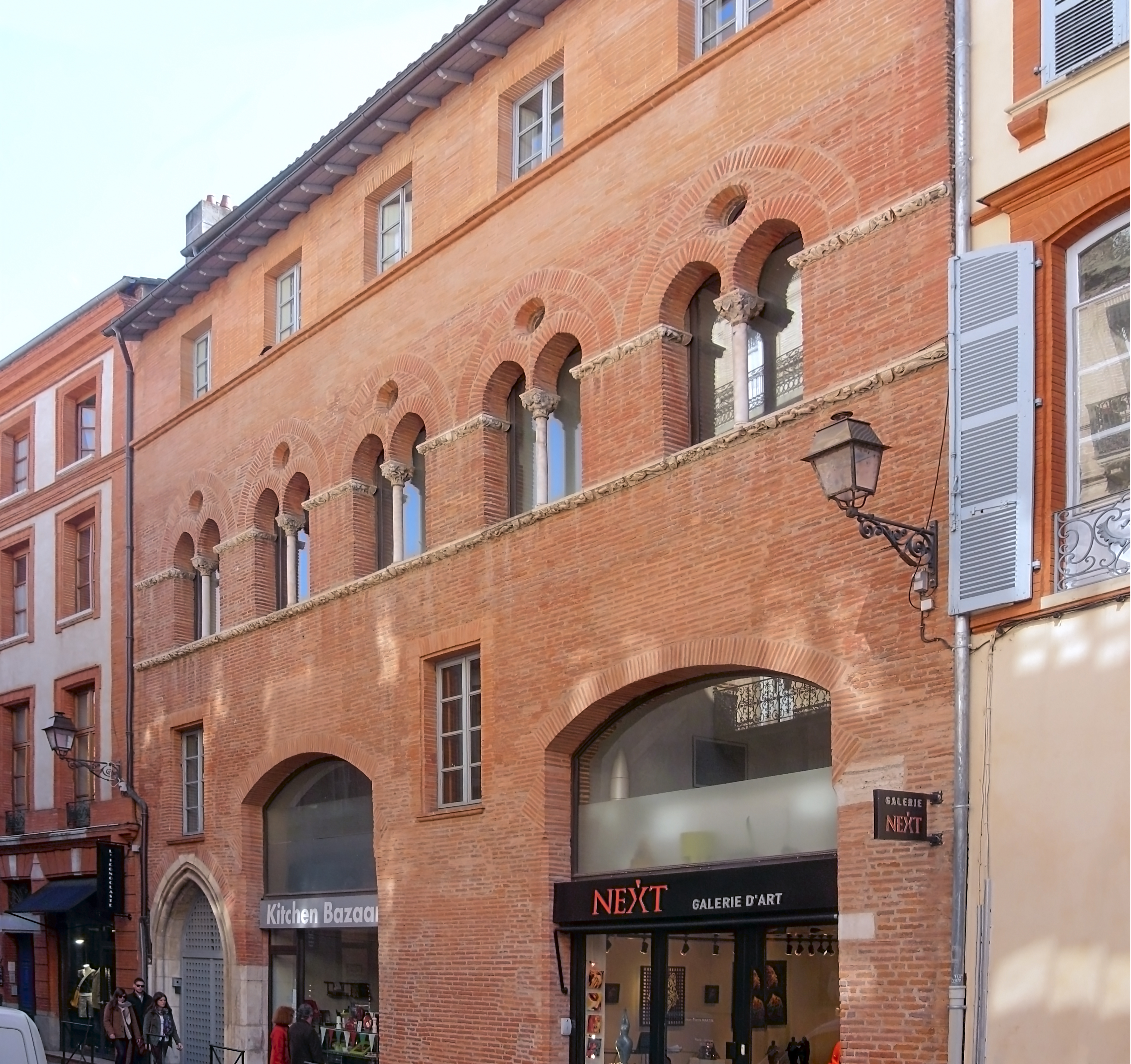
rue Croix-Baragnon n° 15

### Auterive
- Église Saint-Paul d'Auterive

### Bazus
- Église Saint-Pierre de Bazus

### Daux
- Église Saint-Barthélémy (images) de Daux

### Grenade
- Église Notre-Dame-de-l'Assomption de Grenade

### Montgeard
- Église Notre-Dame-de-l'Assomption de Montgeard

### Villefranche-de-Lauragais
- Église Notre-Dame-de-l'Assomption

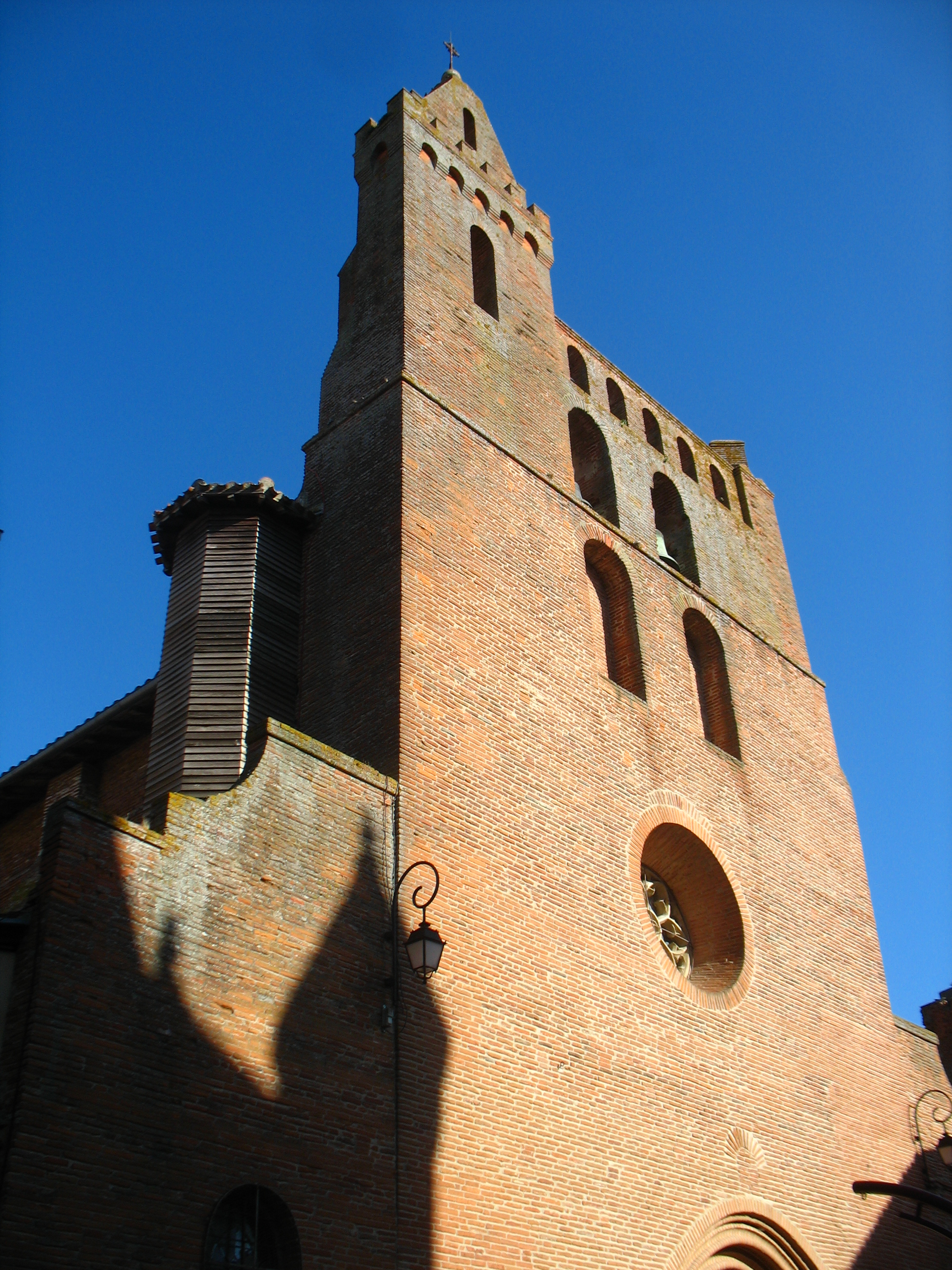
Saint-Paul, Auterive
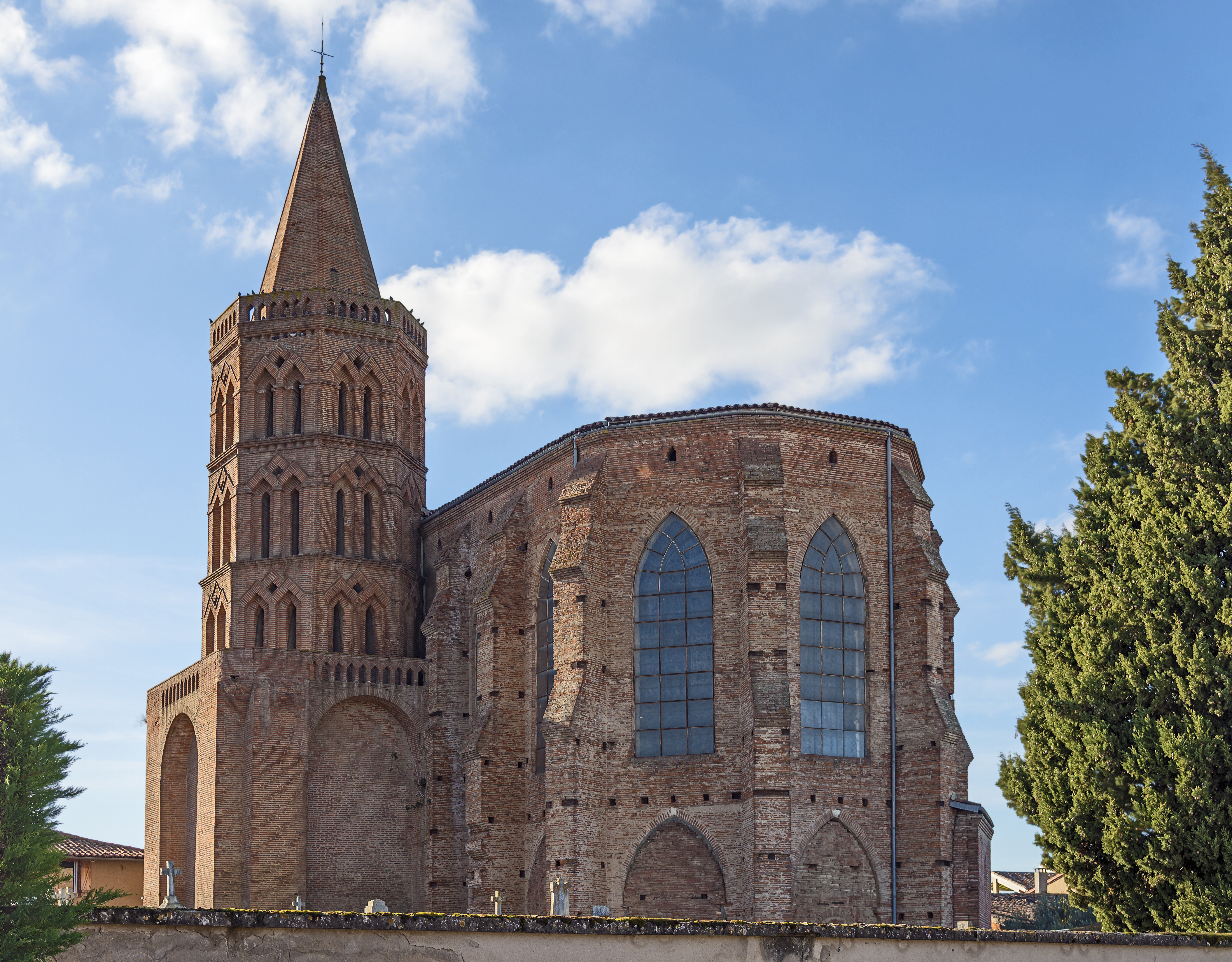
Saint-Barthélémy, Daux
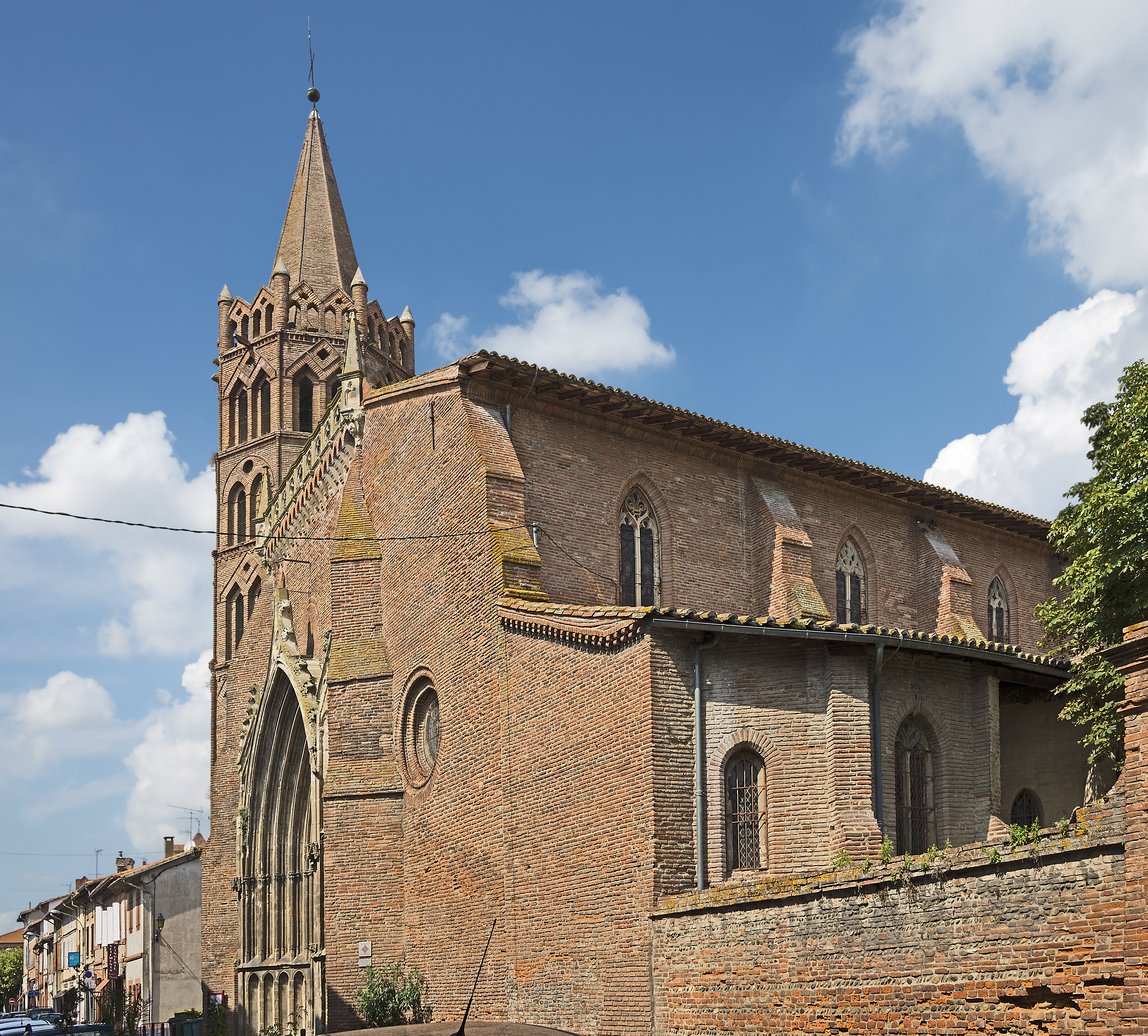
N-D de l’Assomption, Grenade
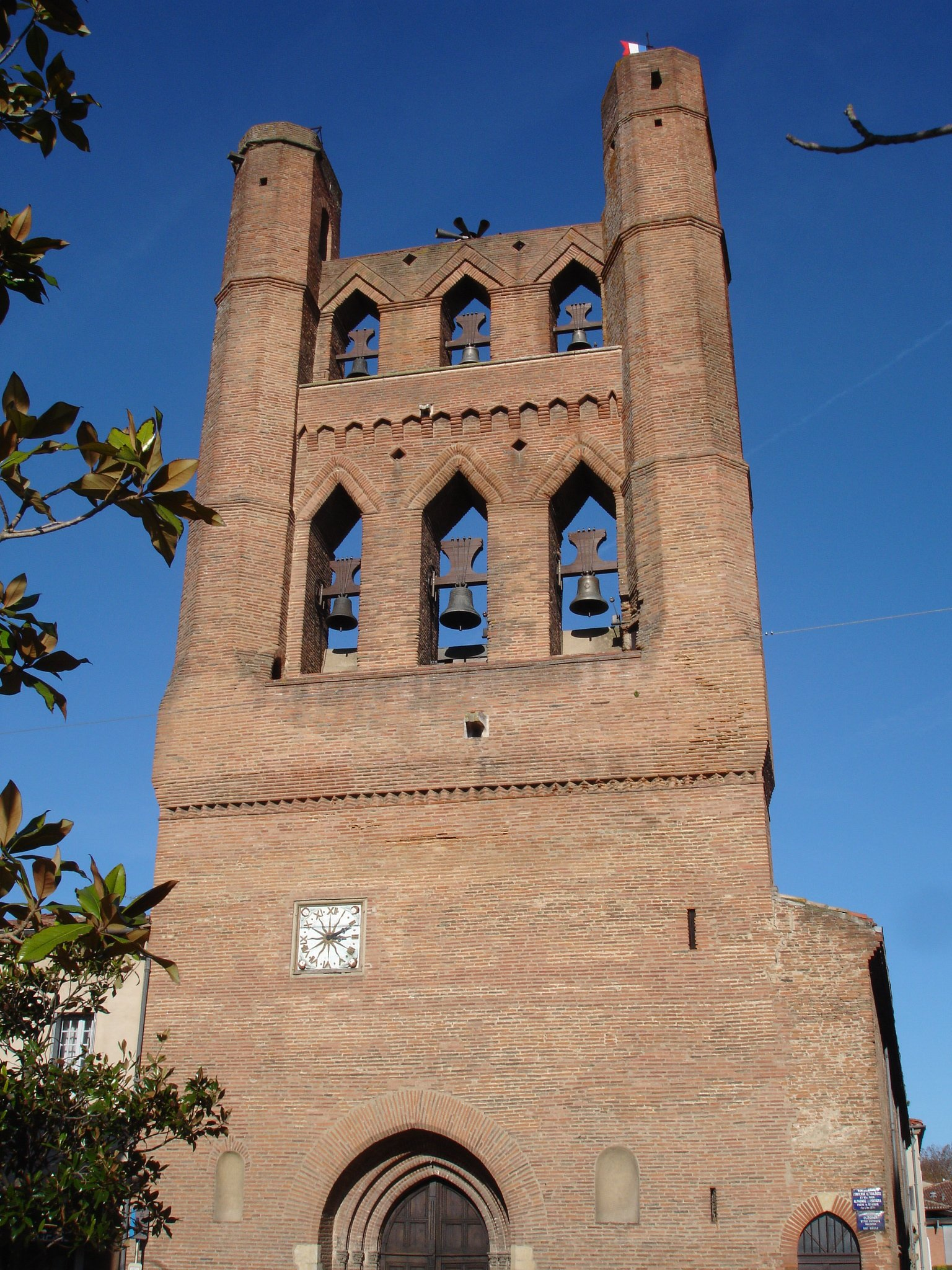
N-D de l’Assomption, Villefranche
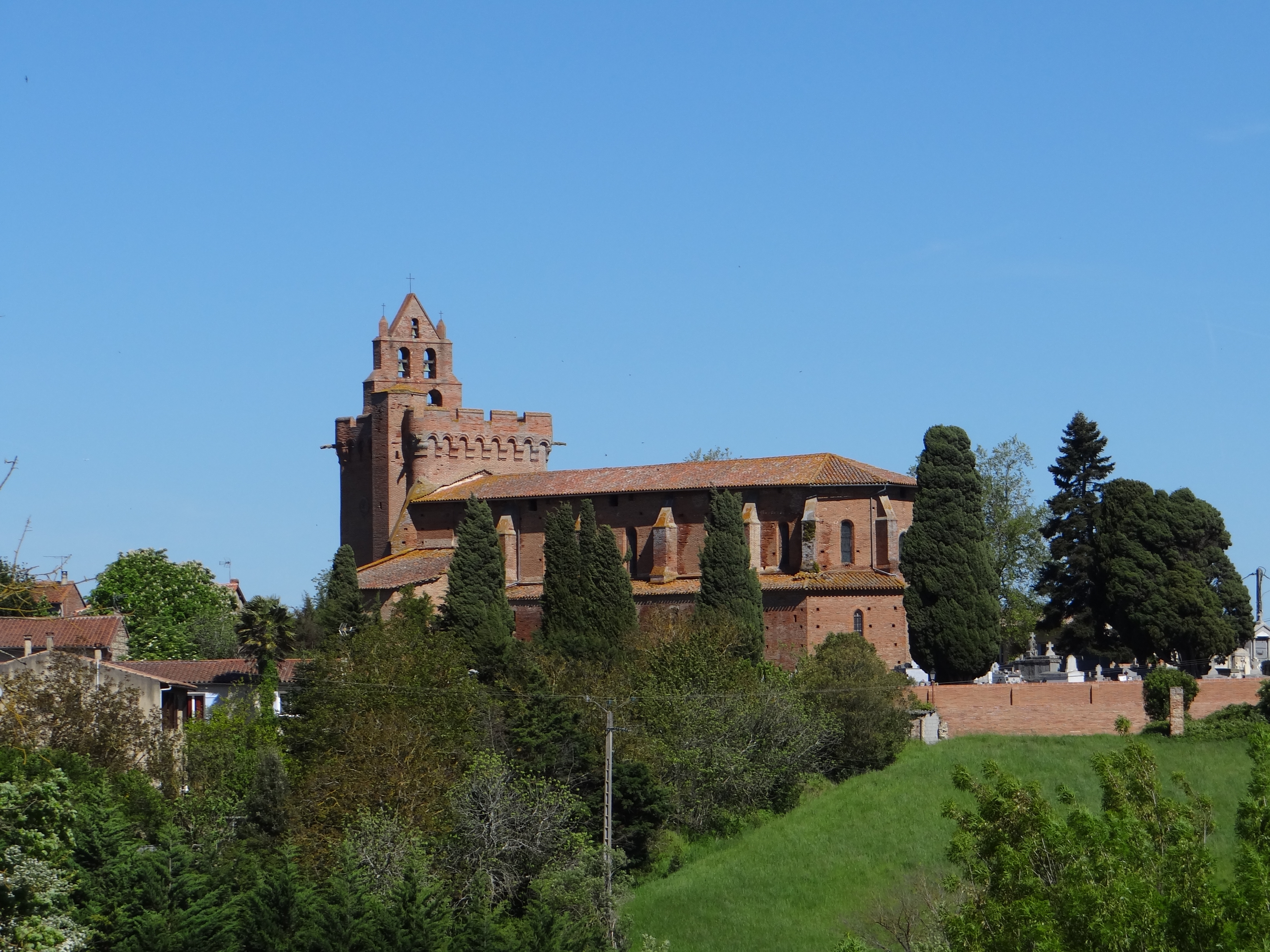
N-D-de-l'Assomption, Montgeard

## Tarn

### Albi
- Cathédrale Sainte-Cécile (images)
- Palais de la Berbie (images) dans la cité épiscopale d'Albi

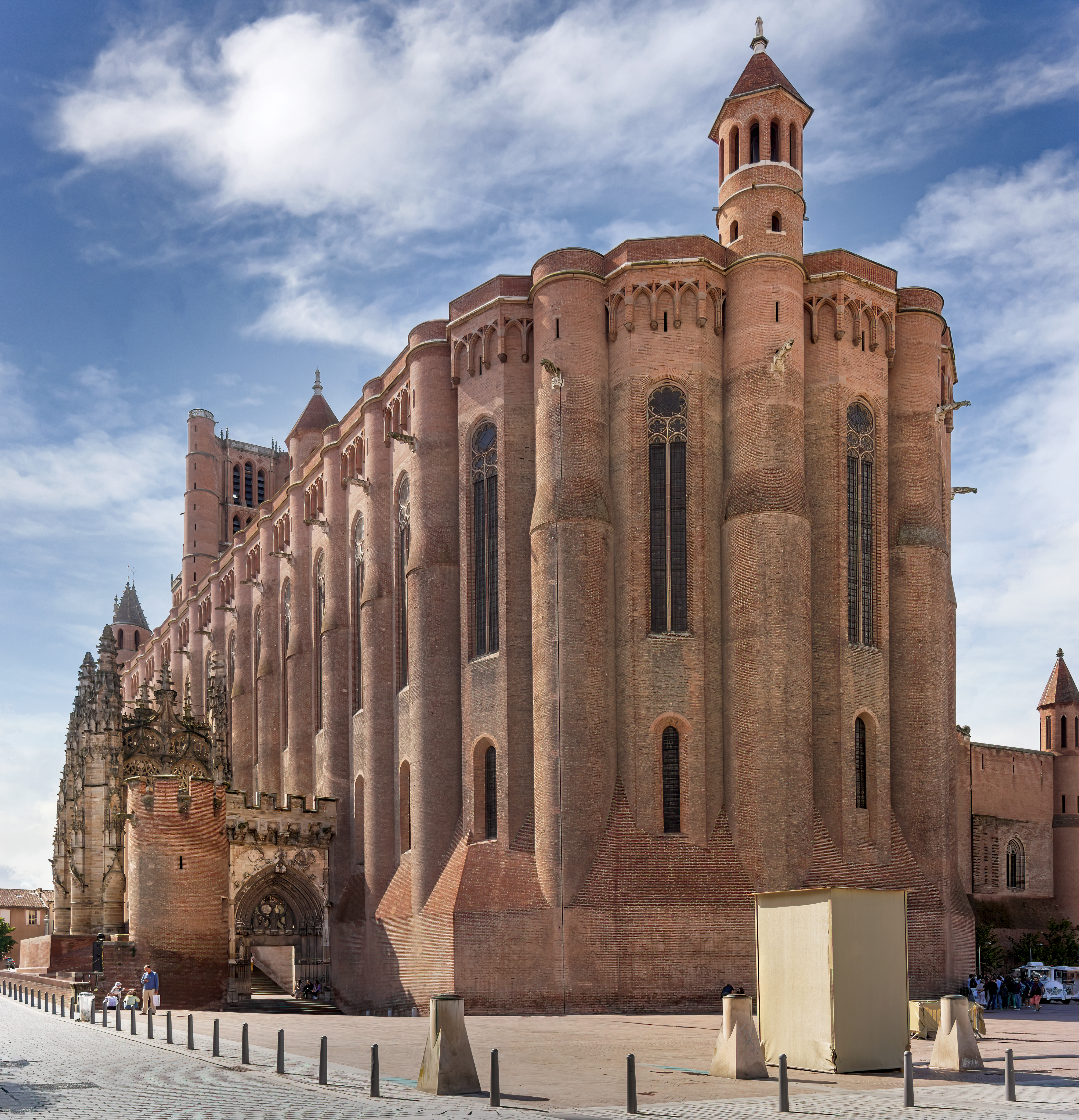
La cathédrale Sainte-Cécile
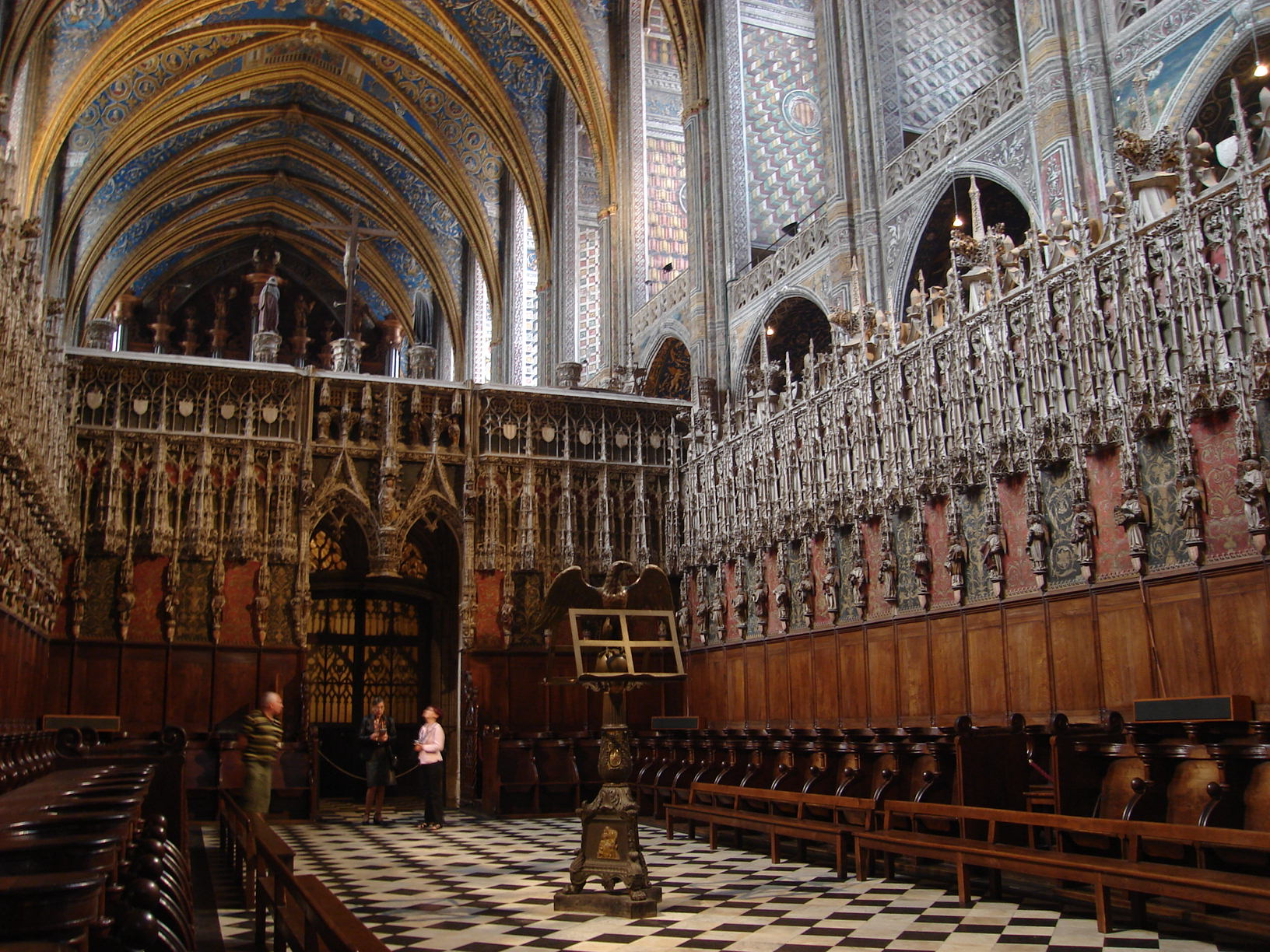
Cathédrale Sainte-Cécile
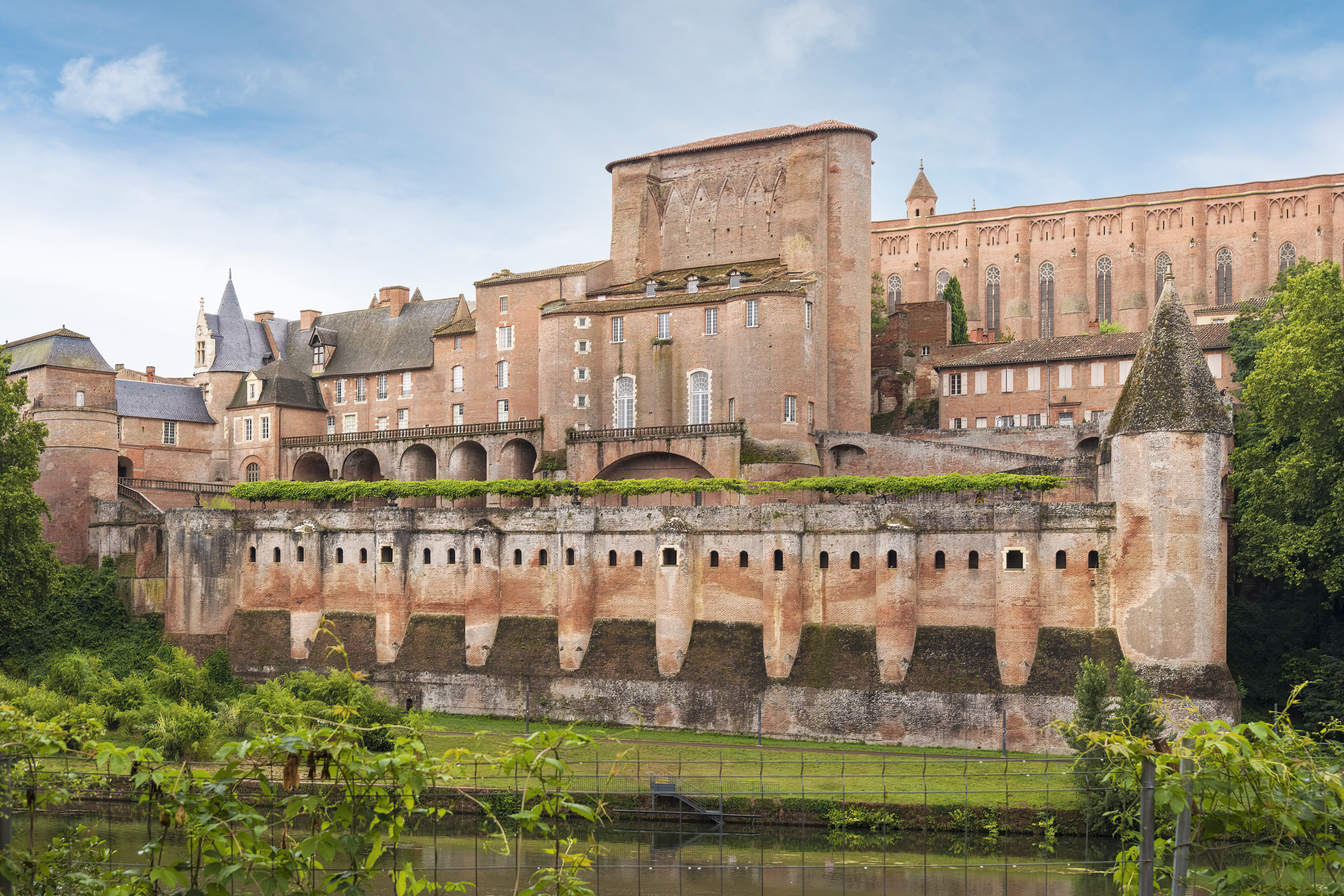
Palais de la Berbie

### Gaillac
- Abbaye Saint-Michel (images)
- Église Saint-Pierre (images)

### Lavaur
- Cathédrale Saint-Alain de Lavaur
- Église Saint-François de Lavaur

### Rabastens
- Église Notre-Dame-du-Bourg de Rabastens

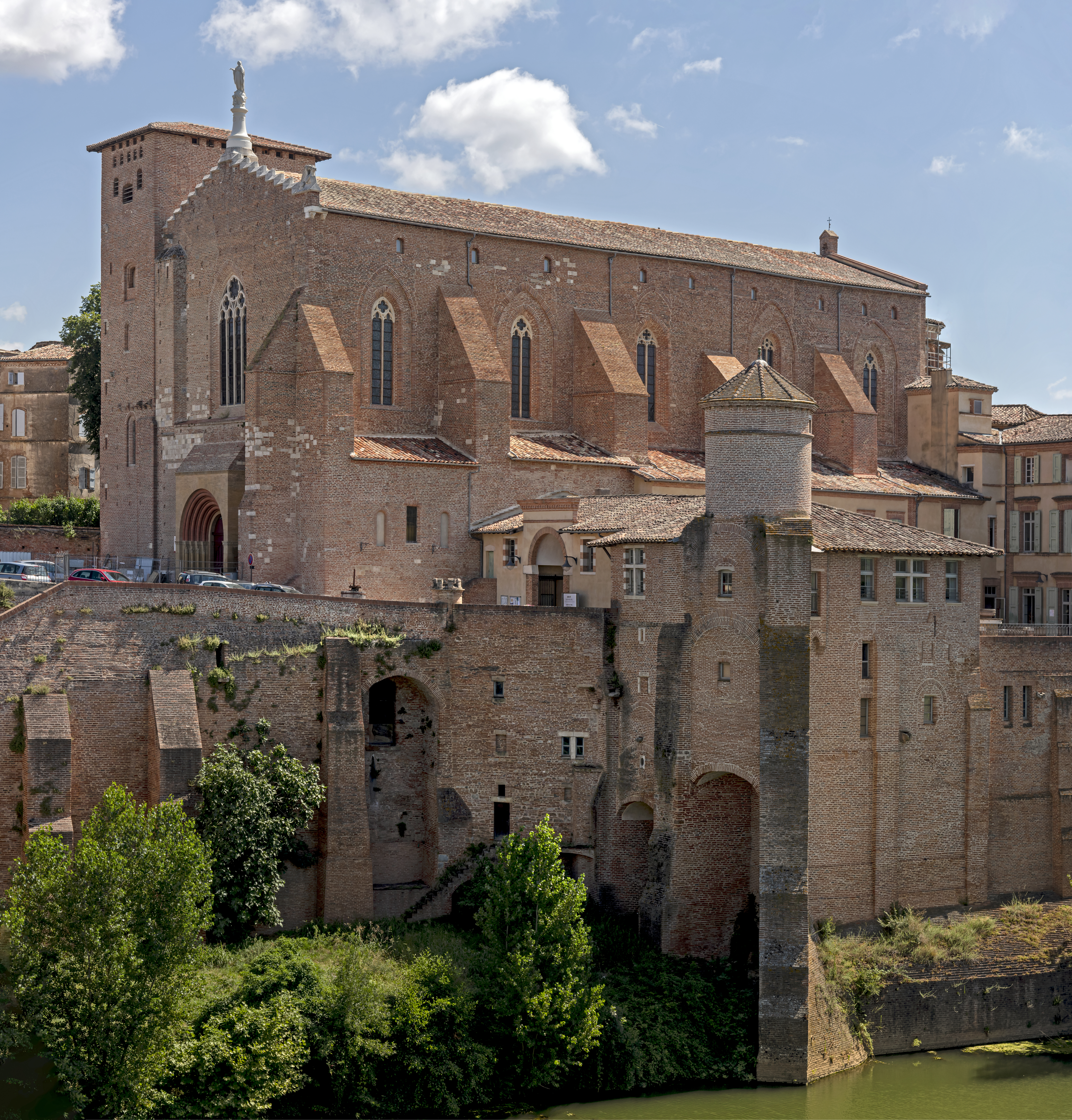
Saint-Michel, Gaillac
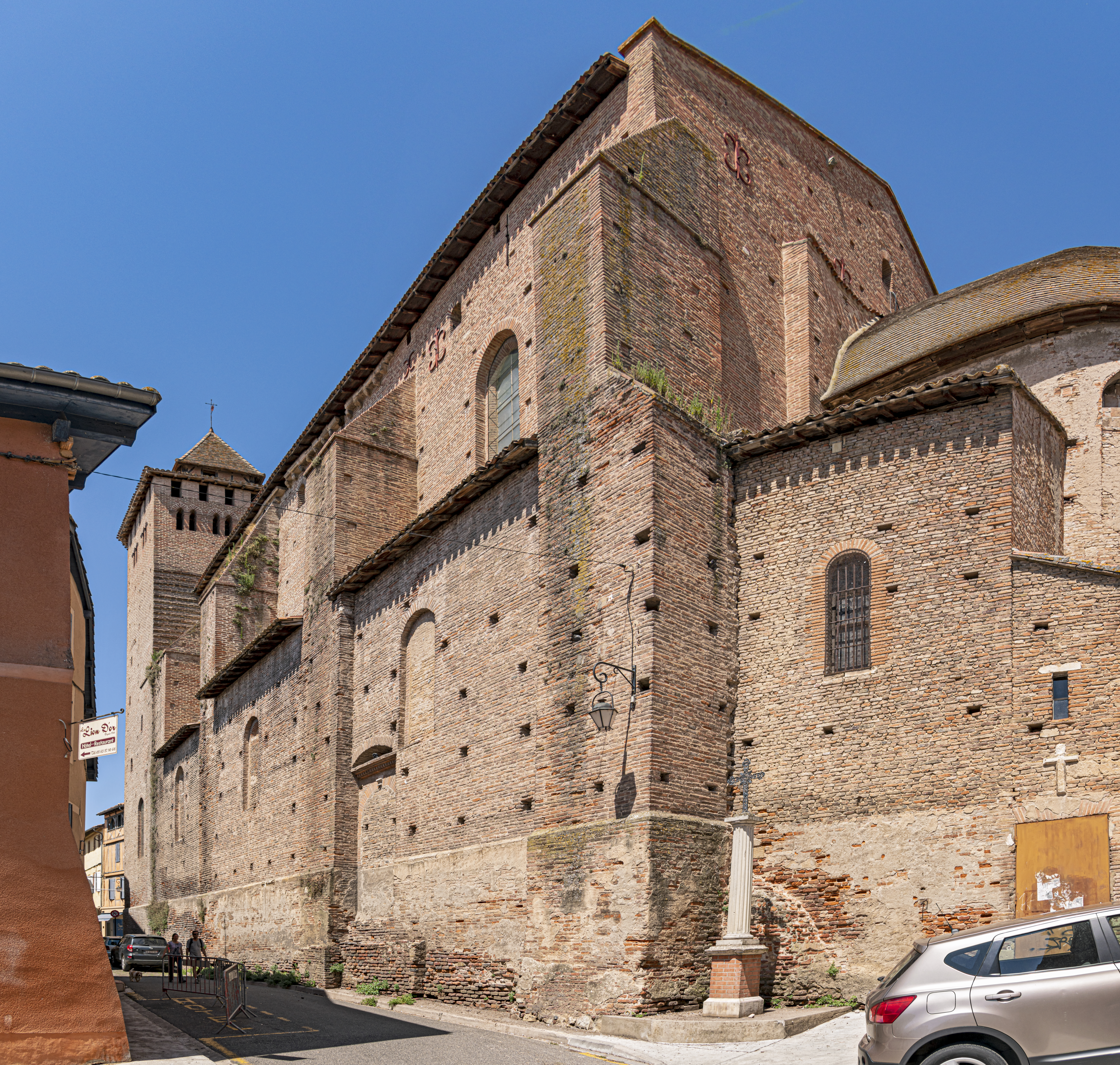
Saint-Pierre, Gaillac
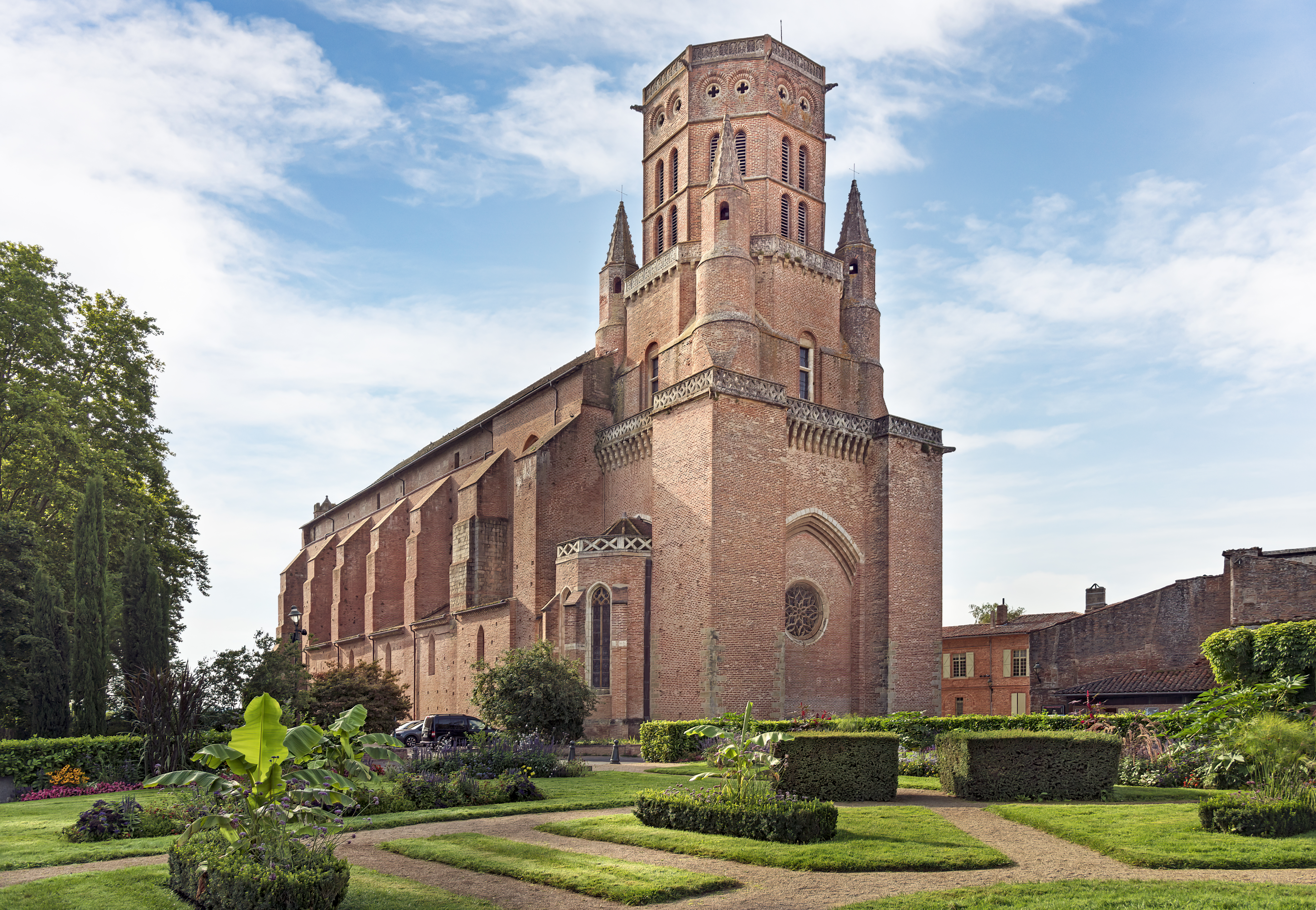
Saint-Alain, Lavaur
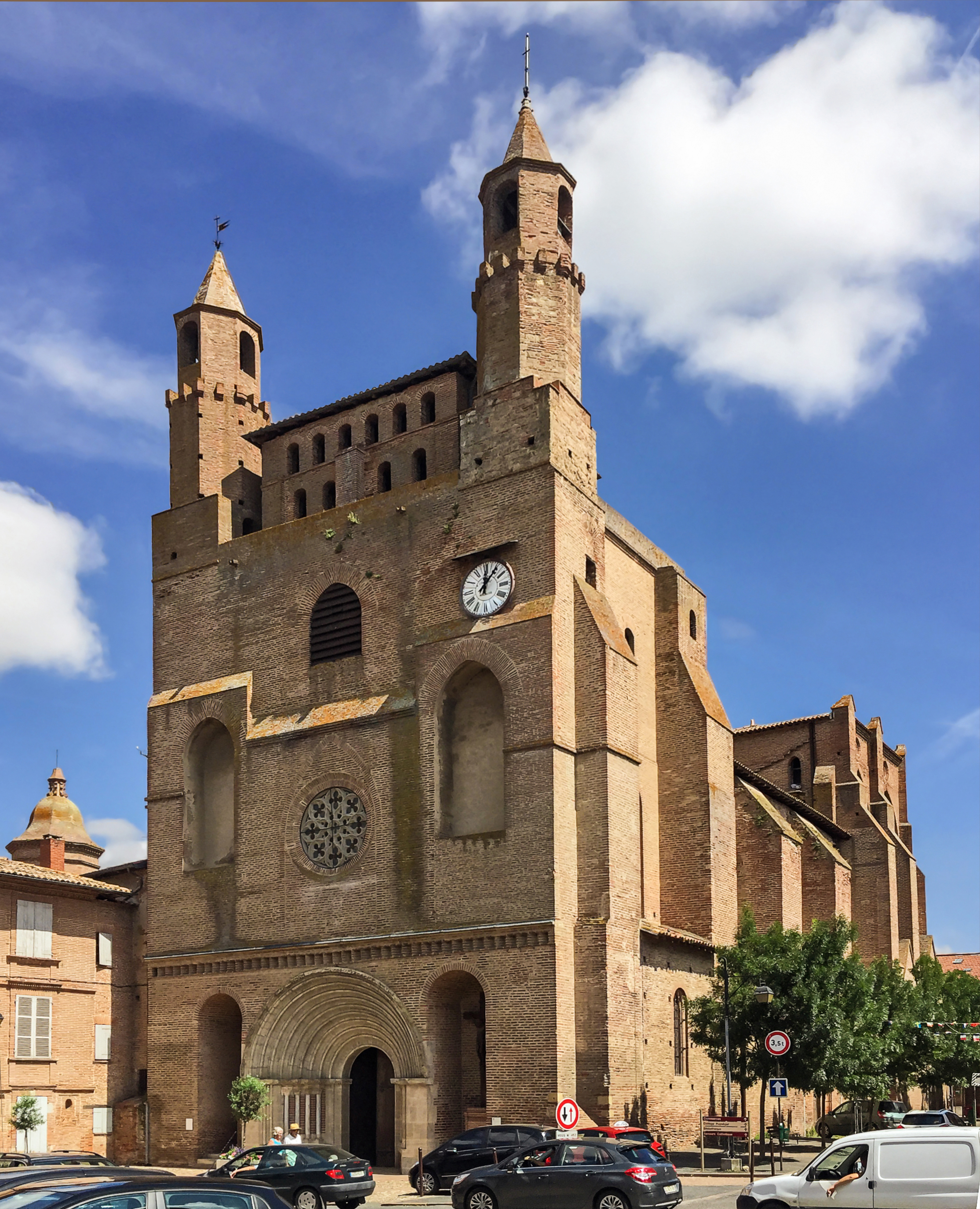
Notre-Dame-du-Bourg, Rabastens

## Tarn-et-Garonne

### Montauban
- Église Saint-Jacques de Montauban

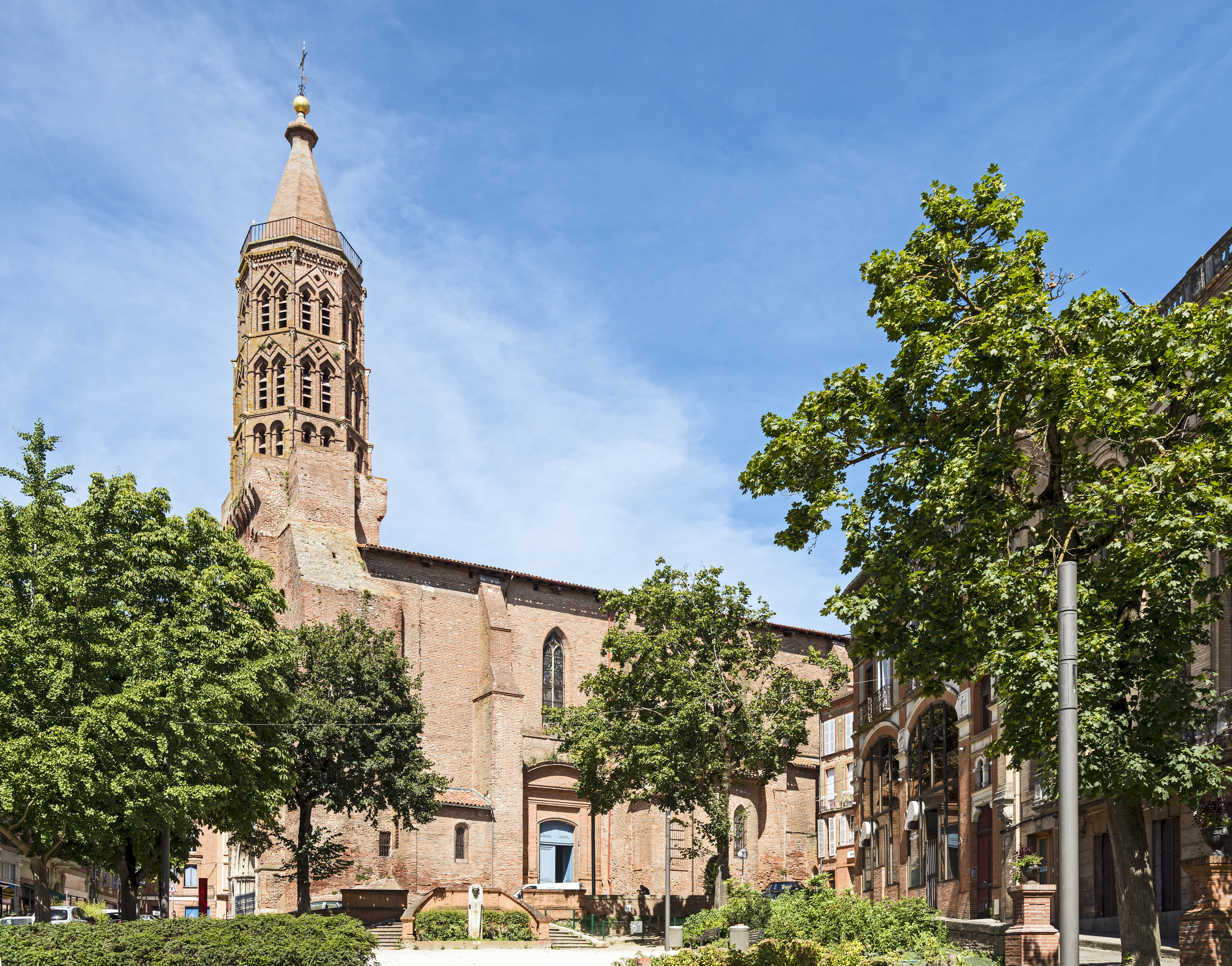
Saint-Jacques de Montauban

### Beaumont-de-Lomagne
- Église Notre-Dame-de-l'Assomption

### Finhan
- Église Saint-Martin (modifications néogothiques)

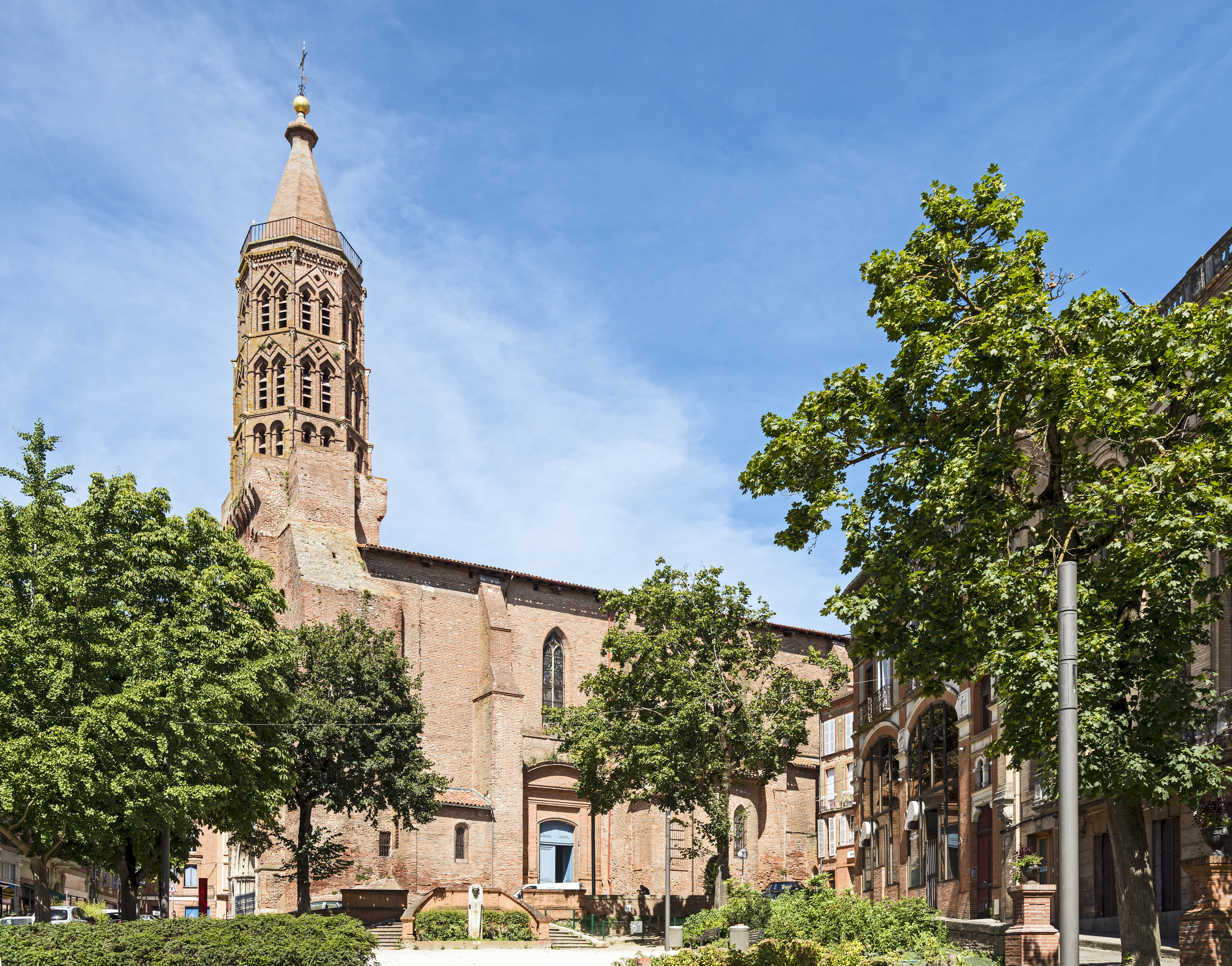
Saint-Jacques de Montauban
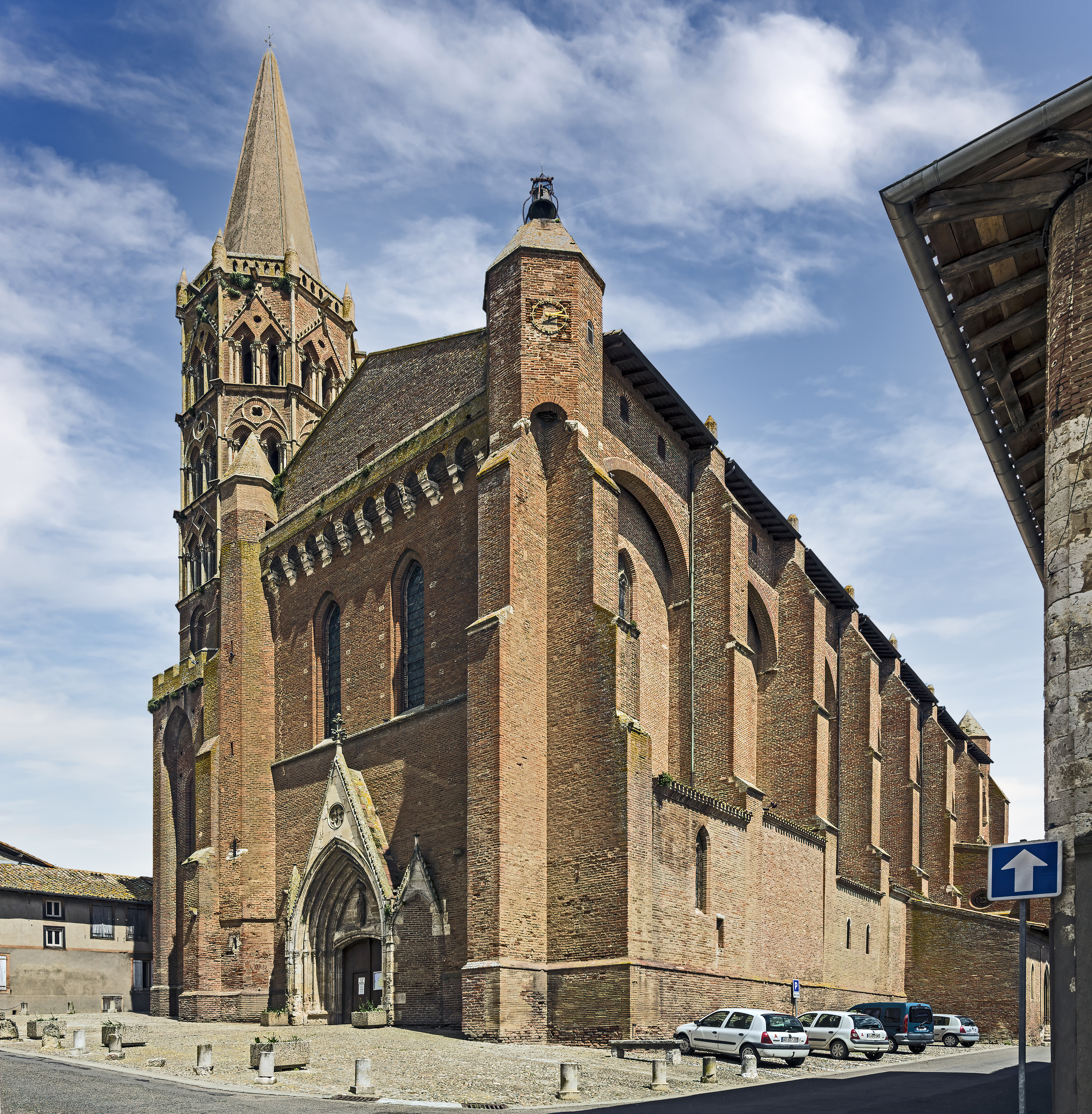
N-D de l’Assomption, Beaumont-de-Lomagne
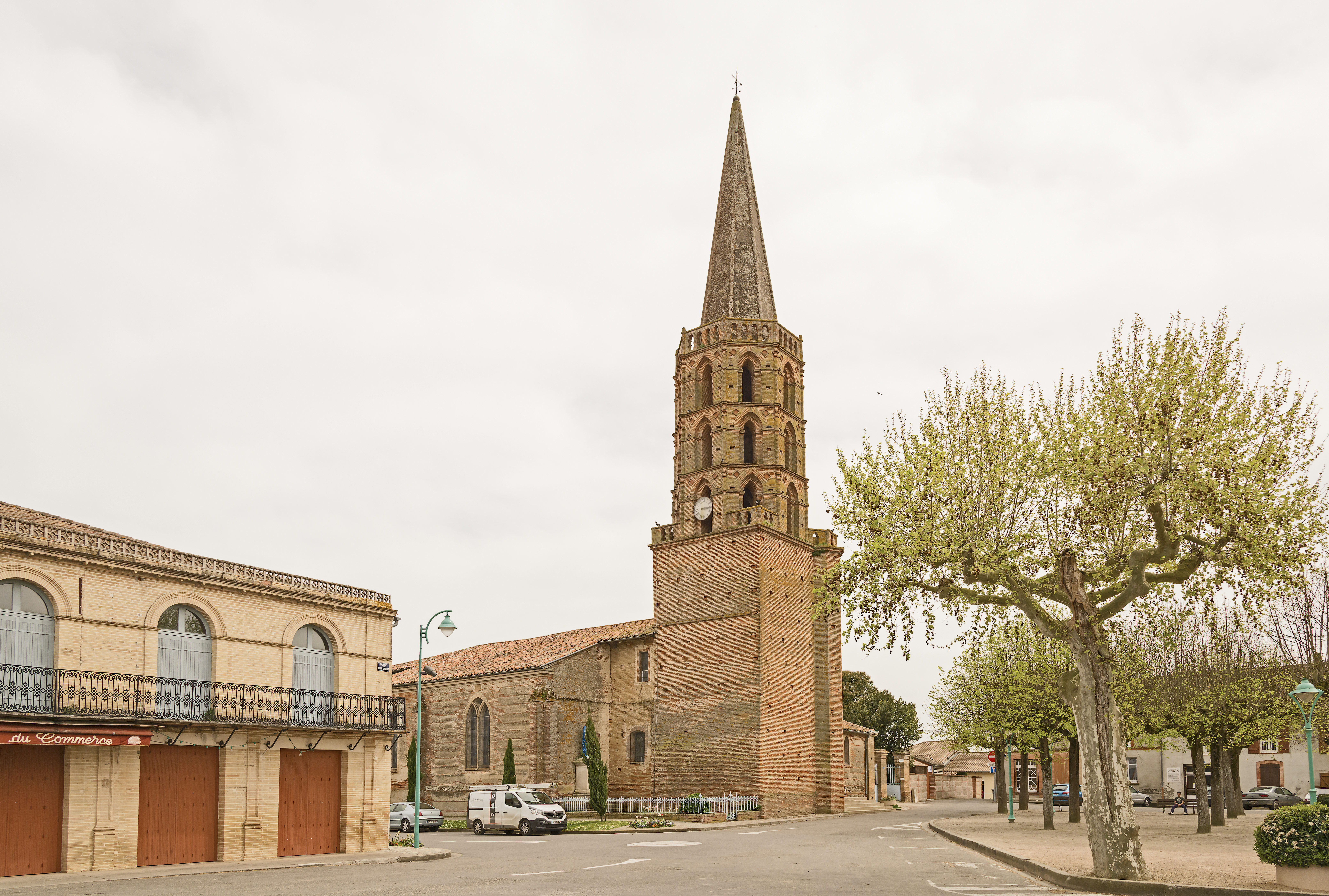
Saint-Martin de Finhan

## Ariège

### Lézat-sur-Lèze
- Église Saint-Jean-Baptiste de Lézat-sur-Lèze

### Pamiers
- Cathédrale Saint-Antonin (images)
- Église Notre-Dame-du-Camp[2] (images), édifiée en 1343 sur une précédente église romane (portail de l'ouest du XIIe siècle), diverses reconstructions en 1466, 1672, 1769, 1773
- Tour des Cordeliers (images)
- Tour de l'hôtel des Monnaies

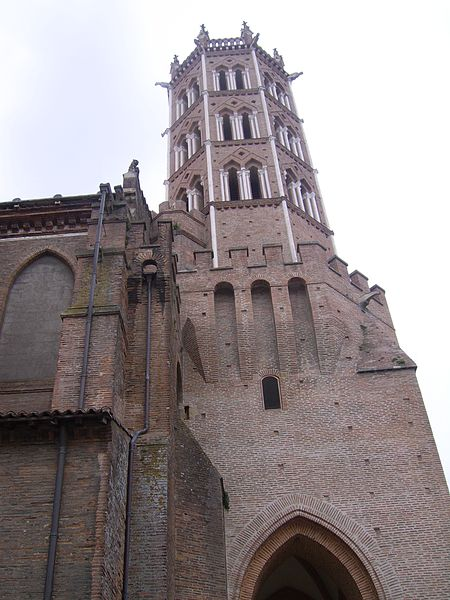
Cathédrale Saint-Antonin
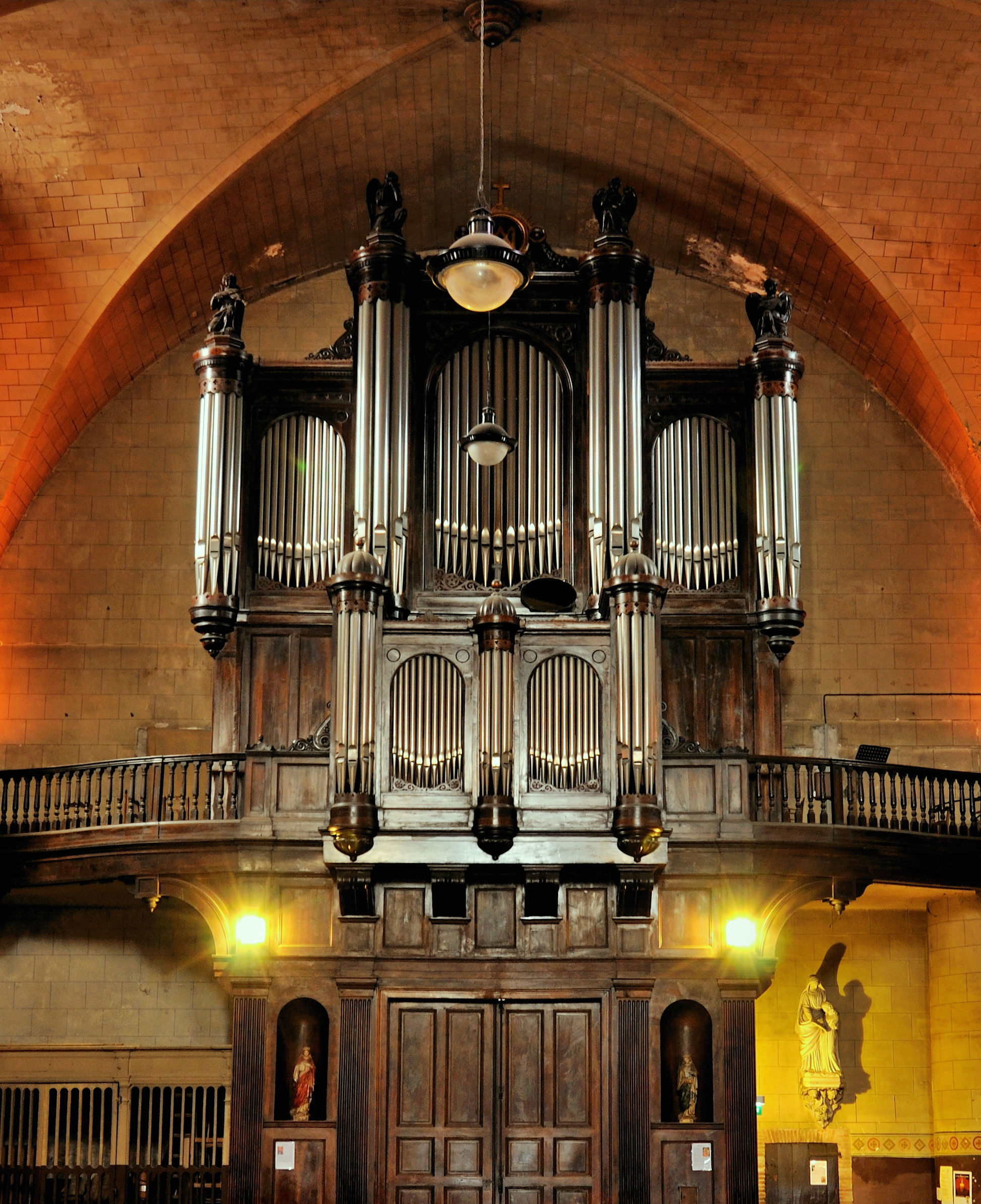
Notre Dame du Camp
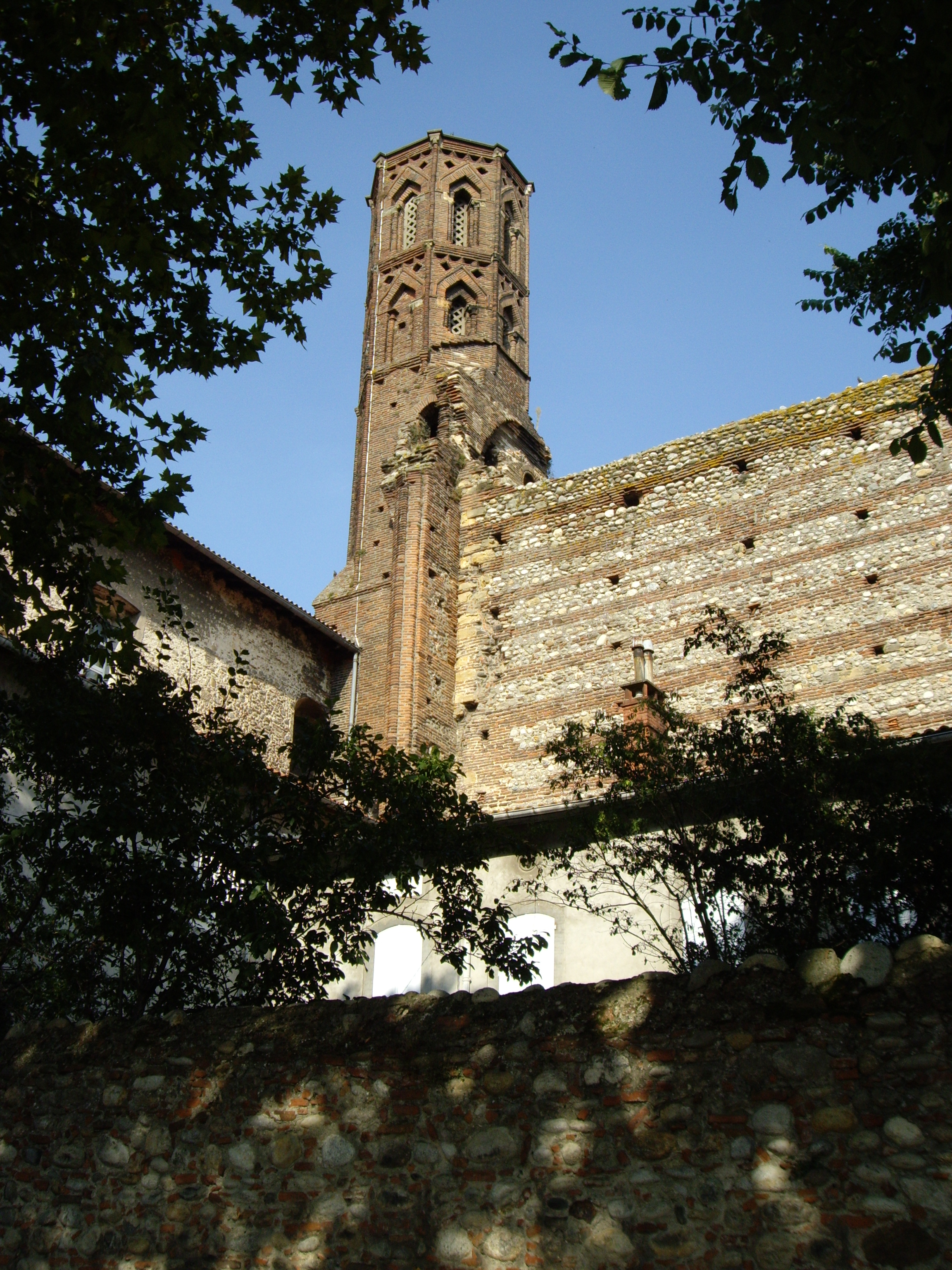
Tour des Cordeliers
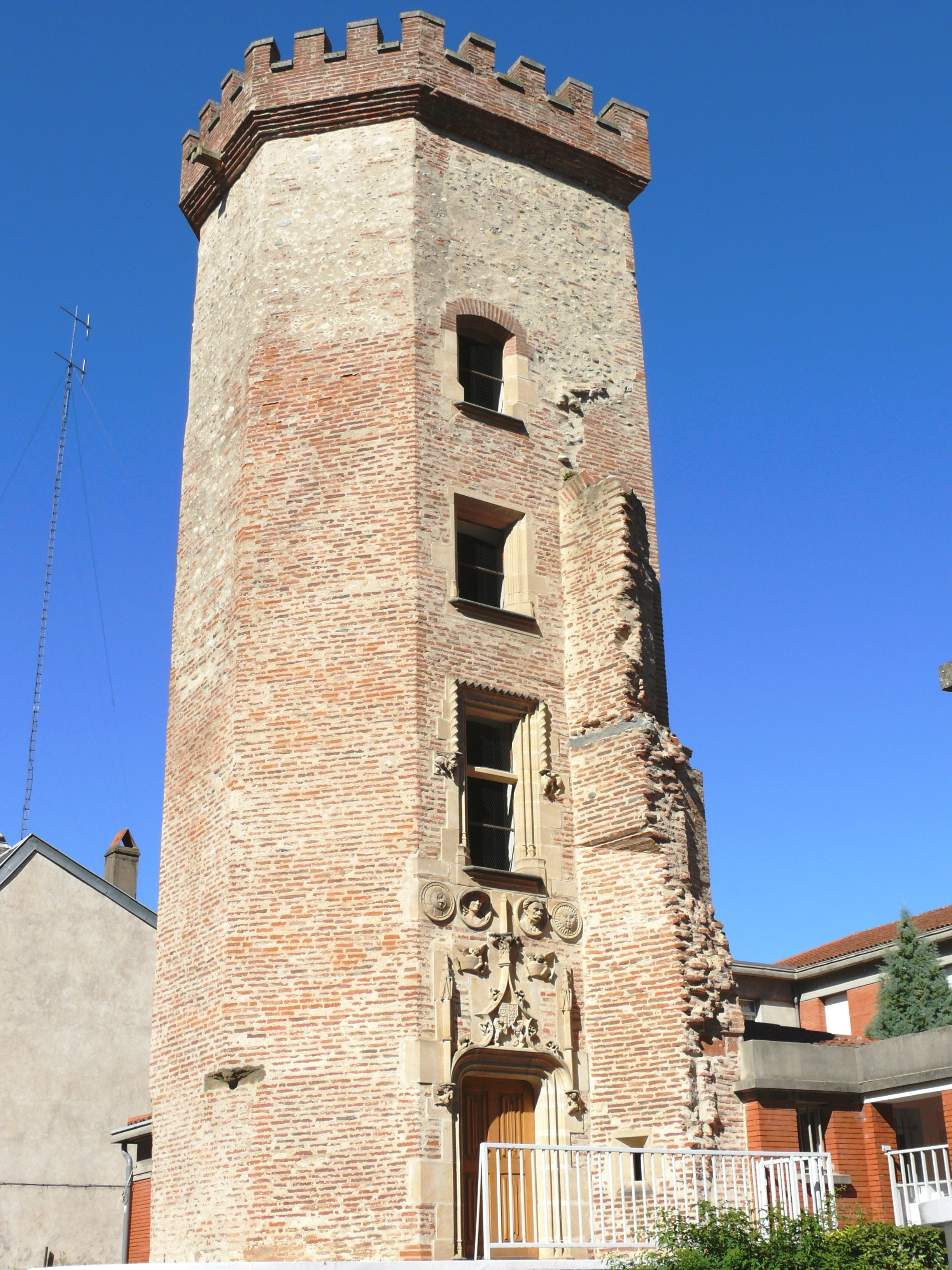
Tour de l'hôtel des Monnaies

## Gers
Le Gers possède un certain nombre d’édifices de type gothique méridional (cathédrales de Condom, de Lectoure, en pierre). Les constructions en brique se retrouvent dans la partie sud-est du département, la plus proche de la région toulousaine.

### Gimont
- Église Notre-Dame-de-l’Assomption

### Lombez
- Cathédrale Sainte-Marie de Lombez

### Simorre
- Église Notre-Dame de Simorre

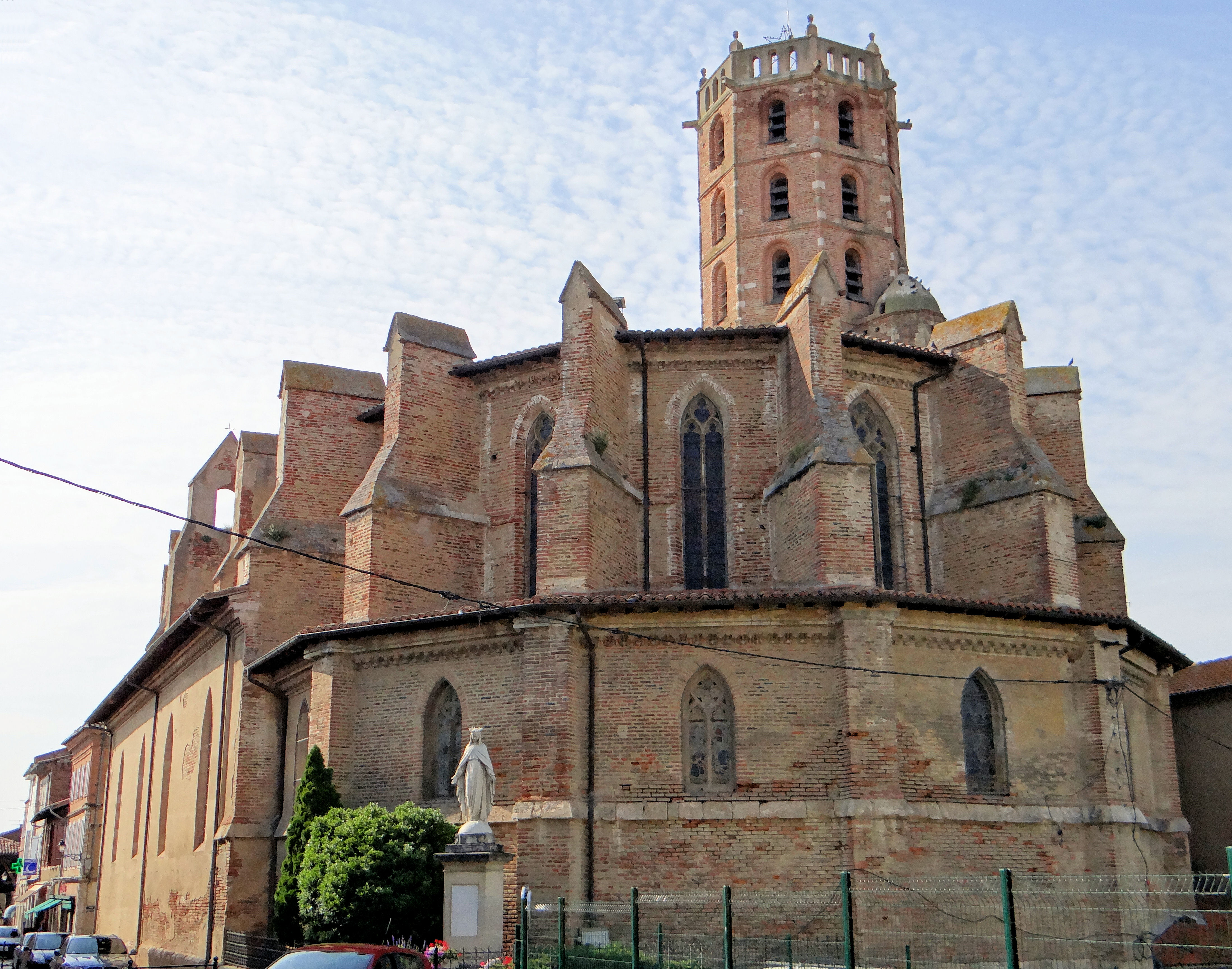
N-D de l’Assomption, Gimont
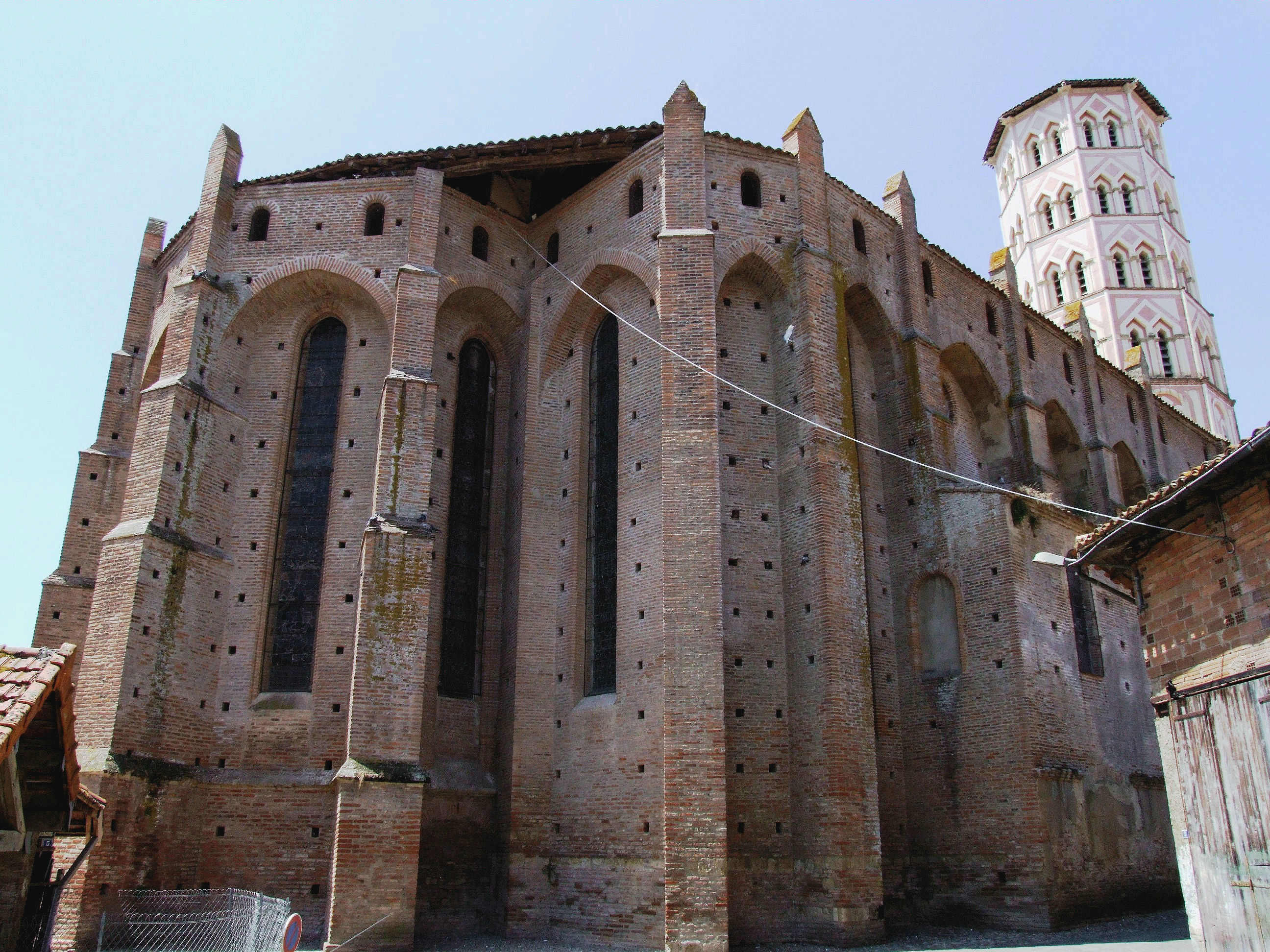
Sainte-Marie de Lombez
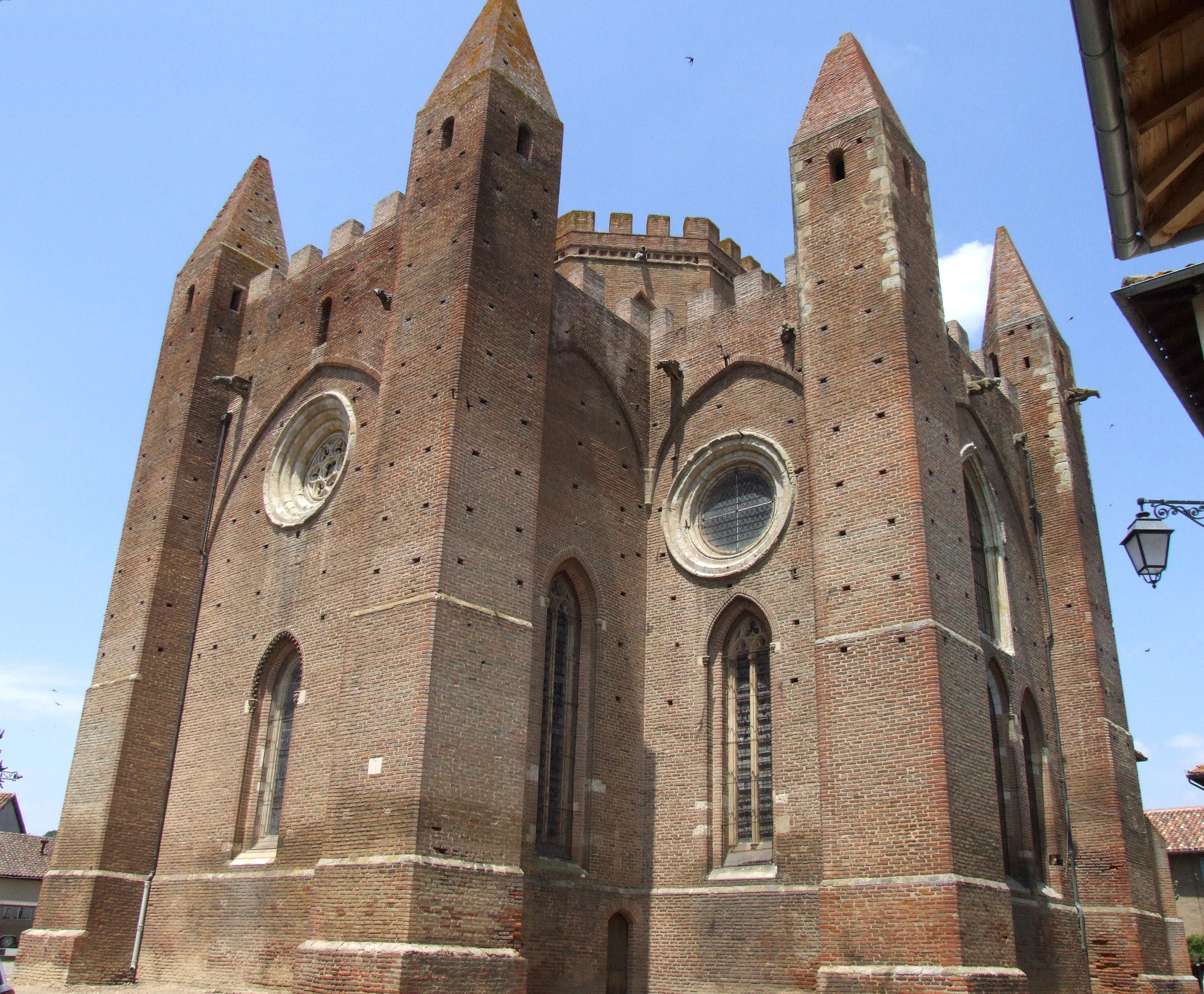
Notre-Dame de Simorre